# Club Universitario de Deportes
El Club Universitario de Deportes, conocido popularmente como Universitario o la «U», es una institución deportiva ubicada en la ciudad de Lima, Perú, cuya actividad principal es el fútbol profesional; además de fútbol femenino, vóley, básquet y otros deportes. Fue fundado el 7 de agosto de 1924, con el nombre de «Federación Universitaria de Fútbol», por un grupo de jóvenes estudiantes de la Universidad Nacional Mayor de San Marcos. Actualmente participa en la Primera División del Perú, donde ha militado desde la tercera edición organizada en 1928 por la Federación Peruana de Fútbol, convirtiéndose así en el equipo más antiguo que ha permanecido de manera ininterrumpida en la máxima categoría del fútbol peruano. Además, es uno de los veinticuatro clubes sudamericanos que nunca descendieron de categoría.
Debido a sus diversos logros deportivos, el club es considerado como uno de los tres grandes del fútbol peruano. Hasta la fecha, es el equipo que ha obtenido más campeonatos nacionales, con un total de veintiocho títulos de liga y una copa nacional. Sus mejores actuaciones a nivel internacional se dieron entre fines de los años 1960 y la década de 1970, donde fue subcampeón de la Copa Libertadores 1972, siendo esta la mejor participación del primer equipo en un torneo internacional. Antiguamente disputaba sus encuentros en el Estadio Lolo Fernández, ubicado en el distrito de Lima y bautizado en honor al futbolista Teodoro Fernández, homenaje que recibió en vida como futbolista en actividad.
Desde el año 2000 ejerce su condición de local en el Estadio Monumental, del cual es propietario. Dicho recinto posee una capacidad para 80 093 espectadores, convirtiéndose en el segundo estadio de fútbol de mayor capacidad de Sudamérica y uno de los más grandes del mundo. Una de las principales características del club es su carácter polideportivo; además de su sección principal de fútbol, también cuenta con equipos en otras disciplinas deportivas tales como baloncesto, fútbol femenino, fútbol sala, voleibol, entre otros. También cuenta con un filial del primer equipo de fútbol, denominado Club Deportivo U América que participa en la Copa Perú.
Con 49 participaciones internacionales en torneos oficiales organizados por la Confederación Sudamericana de Fútbol, es junto con Sporting Cristal el conjunto peruano que ha disputado más copas continentales. Es el segundo mejor equipo peruano en la tabla histórica de la Copa Libertadores de América y es considerado por la Federación Internacional de Historia y Estadística de Fútbol como el mejor equipo peruano del siglo XX. En el año 2010, la Confederación Sudamericana de Fútbol consideró a la «U» como uno de los equipos de mayor tradición de la Conmebol, mientras que la FIFA lo nombró como uno de los clubes «clásicos del mundo». Sus clásicos rivales son Alianza Lima, con el que disputa el superclásico peruano y Sporting Cristal, club frente al cual disputa el denominado clásico moderno. También mantiene rivalidades tradicionales con Deportivo Municipal y Sport Boys.

## Historia

### Fundación (1924)
«A inicios de la década de los 20 existía un marcado interés en las autoridades de la Universidad Nacional Mayor de San Marcos de incentivar el deporte entre los estudiantes. Los jóvenes también mostraban gran predisposición para practicarlo, pero existía una disciplina que predominaba en el gusto de los muchachos frente a todas las demás: el fútbol. Los maestros de aquella época no veían con buenos ojos que los jóvenes alumnos dediquen varias horas de su tiempo en hacer deporte, pues consideraban que ello iba a ir en desmedro de su rendimiento académico. Sin embargo, la historia estaba escrita y los jóvenes de las diversas facultades se organizaron para ir dándole cuerpo a la que llamaron Federación Universitaria —hoy Club Universitario de Deportes».
Luciano Rico Molina, (2001).

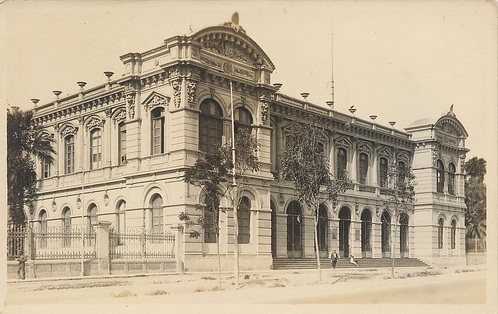
Fachada de la Facultad de Medicina de la Universidad Nacional Mayor de San Marcos, donde estudiaban algunos de los fundadores y primeros futbolistas del club.

José Rubio Galindo (estudiante de la Facultad de Letras) y Luis Málaga Arenas (estudiante de la Facultad de Medicina) fueron los soñadores que dedicaron sus horas libres para intercambiar ideas con el propósito de conformar una gran institución. Luego se unieron, Plácido Galindo, Eduardo Astengo, Rafael Quirós, Mario de las Casas, Alberto Denegri, Luis de Souza Ferreira (quien anotó el primer gol peruano en una Copa Mundial de Fútbol), Andrés Rotta, Carlos Galindo, Francisco Sabroso, Jorge Góngora, Pablo Pacheco, Carlos Cillóniz, entre otros.
Fue así que el 7 de agosto de 1924, a las 19:00 (UTC-5), los estudiantes universitarios se reunieron en la sede de la Federación de Estudiantes del Perú, en la calle Juan de la Coba 106, en la ciudad de Lima, dando origen a la Federación Universitaria de Fútbol; como una asociación de los equipos representativos de las Facultades de la Universidad de San Marcos y las Escuelas Especiales de Ingeniería, Agronomía y Normal Central. El Comité Nacional de Deportes, máximo organismo del deporte peruano en aquella época, reconoció a la Federación Universitaria como si fuese una Liga. De ahí que, conjuntamente con la Liga Peruana de Fútbol, la Asociación Amateur, la Liga Chalaca, Circolo Sportivo Italiano y Lima Cricket and Football Club, conformaron la Federación de Fútbol.

### Era amateur (1928-1950)

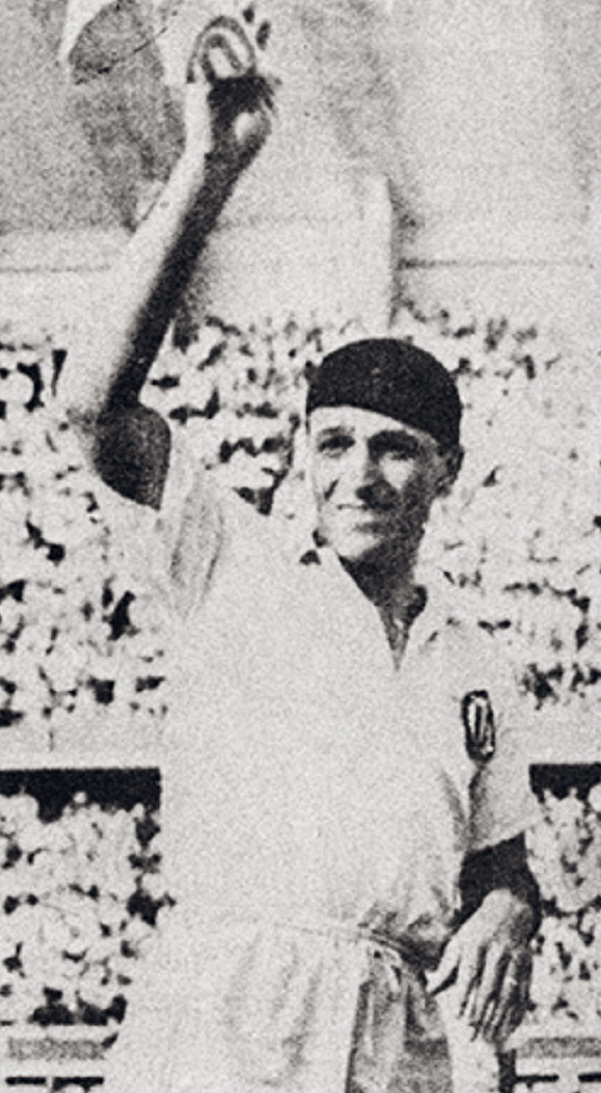
Teodoro Fernández Meyzán, ídolo del equipo que obtuvo seis títulos con el club y fue goleador del torneo en siete ocasiones.

Tras participar en diferentes torneos interuniversitarios y encuentros amistosos entre 1924 y 1927, la Federación Peruana de Fútbol invitó a la Federación Universitaria a participar en el Campeonato de Selección y Competencia (Torneo de Primera División) de 1928, debutando oficialmente el 27 de mayo ante el Club José Olaya de Chorrillos, al que venció por 7:1. Al finalizar el campeonato, ocupó el segundo lugar detrás de Alianza Lima, con el que disputó el título en tres encuentros: (victoria 1:0, empate 1:1 y derrota 2:0). En 1929, el campeonato solo contó con la participación de doce equipos debido a la suspensión de Alianza Lima por negarse a ceder a sus futbolistas a la selección.
En este torneo, Universitario obtuvo su primer título nacional, al finalizar el campeonato con siete victorias, tres empates y una derrota completando diecisiete puntos, uno más que el Circolo Sportivo Italiano al que derrotó por 7:0. En 1930 se llevó a cabo la primera Copa Mundial de Fútbol en Uruguay, la selección peruana asistió a dicho acontecimiento con una plantilla en la que destacaba la presencia de ocho futbolistas del cuadro merengue (Eduardo Astengo, Carlos Cillóniz, Luis de Souza Ferreira, Alberto Denegri, Arturo Fernández, Plácido Galindo, Jorge Góngora y Pablo Pacheco).
Luego del mundial se realizó la primera gira oficial del club. El equipo viajó a Arequipa en barco de vapor para enfrentar al Association White Star, al que derrotó por 1:0; y luego realizó una gira por Huacho participando en la Copa Gubbins. Al año siguiente, surgieron discrepancias con las autoridades de la Universidad Nacional Mayor de San Marcos, pues el rector José Antonio Encinas prohibió la utilización del nombre —Federación Universitaria de Fútbol— y ello dio lugar al cambio, por «Club Universitario de Deportes», independizándose totalmente de la universidad. El 29 de noviembre de 1931, debutó en el club a los 18 años de edad Teodoro Fernández Meyzán, más conocido como «Lolo» Fernández (quien se convirtió en el máximo ídolo del club), en un encuentro internacional ante el Club Deportivo Magallanes de Chile.
El torneo de 1934 generó controversia debido a que, según las bases del campeonato, debían sumarse en una sola tabla los puntos obtenidos por los primeros equipos y una fracción de lo que obtenían sus reservas, por lo que supuestamente el título debió ser otorgado a Alianza Lima; sin embargo, los dirigentes del club reclamaron ante la Federación Peruana de Fútbol argumentando que el puntaje de las reservas tendría que agregarse después de dirimir quién ganaba el título de Primera. Se disputó un encuentro extra entre ambos equipos con victoria para los universitarios por marcador de 2:1, obteniendo así su segundo título nacional, reconocido oficialmente por la Federación Peruana de Fútbol y la Asociación Deportiva de Fútbol Profesional.

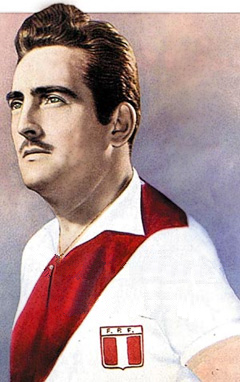
Alberto Terry, integrante de la plantilla que obtuvo el campeonato de 1949.

En 1937, disputó un amistoso de pretemporada ante el São Cristóvão de Brasil, (primer equipo brasileño que jugó en Lima), al que los cremas vencieron 2:0 con goles de Víctor Bielich y Teodoro Fernández. En 1939, la «U» logró el tercer título de su historia deportiva al sumar nueve triunfos, tres empates y solo dos derrotas, marcando treinta y dos goles, mientras que los rivales únicamente pudieron batir a su guardameta en catorce oportunidades.
El campeonato de 1941 contó con la participación de ocho clubes y se disputó mediante dos rondas con encuentros de ida y vuelta. Sin embargo, en la decimosegunda fecha el torneo fue suspendido debido a la participación del seleccionado nacional en el Campeonato Sudamericano de aquel año. Una vez reanudado, Universitario de Deportes consiguió el título tras vencer en los dos últimos encuentros al Club Atlético Chalaco y Alianza Lima por 1:0 y 3:1 respectivamente. En 1946, por primera vez el campeonato se disputó mediante el formato de tres rondas, consiguiendo su primer bicampeonato gracias al trío ofensivo formado por Víctor Espinoza, Lolo y Eduardo Fernández.
En 1947, la «U», en su más bajo rendimiento en la era amateur, empató en puntaje el último lugar en la tabla de posiciones junto a Sporting Tabaco (hoy Sporting Cristal) por tanto, debieron jugar un encuentro de desempate para definir quién descendía a segunda división. Sin embargo dicho partido nunca se disputó porque la Asociación No Amateur, antes de iniciarse el torneo, había presentado un proyecto que contemplaba el no-descenso de aquella temporada, el cual fue aprobado por la Federación Peruana de Fútbol en dos votaciones. Finalmente en diciembre de ese mismo año, el Comité Nacional de Deportes también aprobó el proyecto y resolvió anular el descenso. El club celebró sus bodas de plata y obtuvo el campeonato de 1949, tras vencer en su último encuentro al Atlético Chalaco por marcador de 4:3. En 1950 se llevó a cabo el último campeonato en la era amateur, donde Universitario de Deportes finalizó en el quinto lugar con nueve victorias, dos empates y siete derrotas.

### Era profesional (1951-presente)

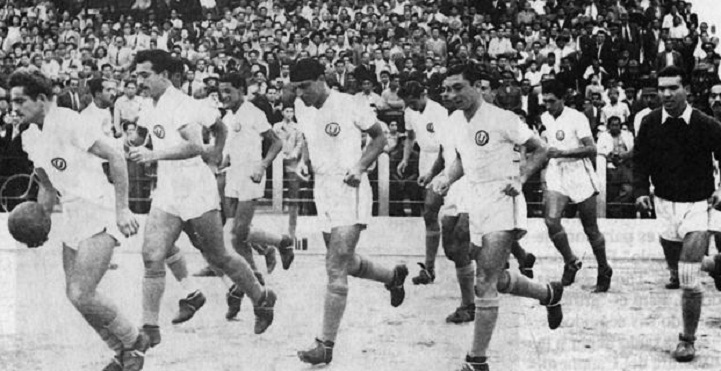
Miembros de la plantilla del club en los años 1950.

El profesionalismo futbolístico llegó al Perú en 1951, cuando la Federación Peruana de Fútbol adecuó el campeonato de acuerdo a los lineamientos mundiales, pero solo con la participación de clubes de la ciudad de Lima y la provincia del Callao. El club debutó en la era profesional con un triunfo por marcador de 4:1 ante el Mariscal Sucre. El 20 de julio de 1952 se realizó la inauguración del Estadio Lolo Fernández, con las instalaciones deportivas y la primera tribuna del estadio (Occidente: 4000 butacas) que antes pertenecieran al Antiguo Estadio Nacional del Perú.
En la inauguración, la «U» derrotó a la Universidad de Chile por 4:2, con tres goles de Teodoro Fernández. En 1954, Plácido Galindo asumió la presidencia del club, en lo que fue el primero de sus tres períodos al mando de la institución. Hasta el final de la década, solo realizó campañas irregulares en los torneos nacionales, que fueron dominados por Alianza Lima y Sport Boys. Esta sequía de títulos terminó con la obtención del campeonato de 1959, tras empatar a tres goles con Deportivo Municipal en el encuentro final, con un total de quince victorias, tres empates y cuatro derrotas.
En la década de 1960, el club obtuvo cinco campeonatos más. El primero de ellos en 1960, tras empatar sin goles con Sport Boys del Callao, consiguió el campeonato tras once triunfos, tres empates y cuatro derrotas en dieciocho encuentros, logrando así su segundo bicampeonato. El 19 de abril de 1961, debutó en la Copa Libertadores de América en un encuentro disputado en la ciudad de Montevideo ante el Club Atlético Peñarol, que finalizó con marcador de 5:0 a favor de los locales.

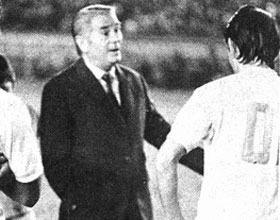
Roberto Scarone entrenador del club entre 1969 y 1973.

A pesar del resultado, los cremas se convirtieron en el primer club peruano en participar en dicho torneo. Luego de ocupar el tercer lugar en los campeonatos de 1962 y 1963, se alzó nuevamente con el título en 1964, con nueve puntos de ventaja sobre el segundo lugar. En 1965, la F. P. F. permitió la participación de equipos de todo el país en el campeonato y al año siguiente nació el denominado «Torneo Descentralizado de Fútbol». Un año después, bajo la conducción de Marcos Calderón, el club obtuvo su decimoprimer campeonato tras diecinueve victorias, tres empates y cuatro derrotas, adquiriendo así el derecho de ser llamado el «Primer Campeón del Fútbol Peruano», (pues anteriormente solo se disputaban torneos a nivel provincial o departamental).
En 1967, consiguió su tercer bicampeonato con tres fechas de anticipación, obteniendo veinte victorias, un empate y cinco derrotas; el último encuentro lo disputó ante Sport Boys y finalizó con un marcador de 2:1 a favor de los cremas. El 27 de febrero de 1968, venció en la Copa Libertadores al Always Ready de Bolivia por 6:0, siendo la mayor goleada lograda por el club en una competencia internacional. En el torneo de 1969, el equipo merengue obtuvo el campeonato nacional tras empatar 1:1 con el Atlético Grau de Piura en la liguilla final.

#### Finalista de la Copa Libertadores (1972)
En la Copa Libertadores 1972, el club consiguió avanzar hasta la final del torneo con un equipo suplente, pues sus principales futbolistas se encontraban con la selección de fútbol del Perú en la denominada «Gira de los Tres Continentes». Universitario formó parte del grupo 4 junto con Alianza Lima, Universidad de Chile y Unión San Felipe. El primer encuentro fue el clásico del fútbol peruano, logrando una victoria por 2:1.
Los dos siguientes encuentros se disputaron en Santiago contra la Universidad de Chile siendo derrotado 1:0 y contra Unión San Felipe con el que empató 0:0. La escuadra estudiantil regresó al Perú para enfrentarse al Alianza Lima, obteniendo un empate por 2:2. En los dos últimos encuentros recibió en Lima a la Unión San Felipe y a la Universidad de Chile, donde consiguió dos victorias por 3:1 y 2:1 respectivamente, obteniendo ocho puntos, lo cual le permitió avanzar a la siguiente ronda como primero del grupo.
En las semifinales fue agrupado con Peñarol y Nacional de Uruguay. En el primer encuentro perdió con Peñarol 3:2 en Lima, pero luego se recuperó venciendo a Nacional por marcador de 3:0. Universitario viajó a Uruguay, donde obtuvo dos empates: 3:3 contra Nacional y 1:1 contra Peñarol. La «U» había acumulado cuatro puntos y solo quedaba un encuentro por disputar entre Peñarol y Nacional, que tenían cuatro y dos puntos respectivamente. Los tres equipos tenían oportunidad de pasar a la final. Peñarol solo necesitaba un empate, mientras que Nacional necesitaba una victoria por cinco goles de diferencia.
El encuentro finalizó 3:0 a favor de Nacional permitiendo al equipo peruano pasar a la final ya que tenía una mejor diferencia de goles. La final la disputó contra el Club Atlético Independiente de Argentina. El encuentro de ida se realizó en Lima donde empataron 0:0, mientras que el encuentro de vuelta finalizó con marcador de 2:1 a favor de los argentinos. Aunque Universitario no se quedó con el título, consiguió ser el primer club peruano y el primero de un país no perteneciente al Cono Sur en disputar la final de la Copa Libertadores. En ese torneo, Oswaldo Ramírez y Percy Rojas fueron los goleadores con seis anotaciones cada uno.

«Nos costó mucho esfuerzo la primera. Un equipo afianzado, 0 a 0 salimos allá y acá ganamos 2 a 1 con dos goles de Maglioni. Universitario quizás fue el mejor equipo de la historia de Perú. Tenía un puntero derecho, Muñante, que era un avión; jugaban Percy Rojas, "Cachito" Ramírez. Un equipo bárbaro, pero nosotros también teníamos un equipo muy bueno».
Francisco Sá (2008) exfutbolista de Independiente.

Dos años después, en 1974, la institución celebró sus bodas de oro, creó la Escuela de Fútbol de Menores Lolo Fernández y cerró el año proclamándose campeón del torneo nacional bajo la conducción del argentino Juan Eduardo Hohberg, tras veintiocho victorias, quince empates y cuatro derrotas obteniendo setenta y un puntos, con ciento tres goles a favor y cuarenta y tres en contra. Aquel año los cremas establecieron un récord: se mantuvieron treinta y seis partidos en calidad de invictos.

#### Un nuevo bicampeonato (1980-1993)
En 1982, después de ocho años, el club consiguió el título nacional tras ganar sus tres compromisos en la liguilla final, consiguiendo seis puntos. El triunfo decisivo fue ante Deportivo Municipal, al que venció 1:0 con anotación de Hugo Gastulo. En 1985, el título fue nuevamente para el equipo estudiantil, tras obtener el Torneo Regional y la liguilla final del Campeonato Descentralizado de ese año ganando los cinco encuentros que disputó, el último de los cuales fue ante Los Espartanos de Pacasmayo por 4:0, con anotaciones de Miguel Seminario, Fidel Suárez, Eduardo Rey Muñoz y Jaime Drago.

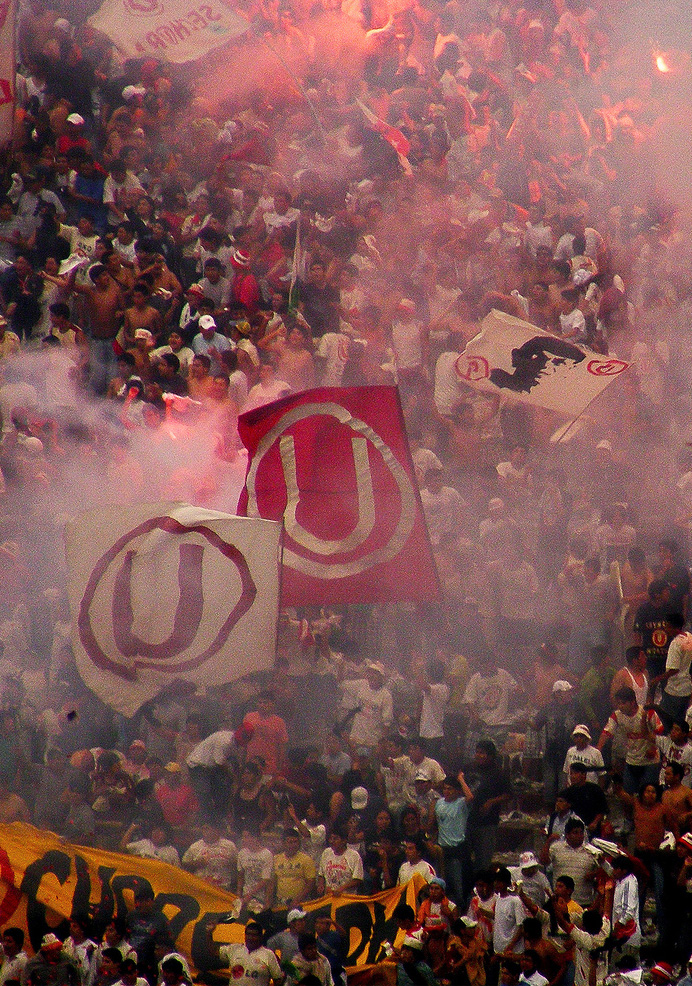
La Trinchera Norte, barra brava del club fundada el 9 de noviembre de 1988.

Universitario de Deportes volvió a la cima del fútbol peruano en 1987. Como primer paso para este nuevo lauro obtuvo el título del Torneo Regional, con lo que quedó a la espera del ganador de la liguilla para disputar el título nacional. Luego vino el Descentralizado, que fue para Alianza Lima. El clásico definitorio fue a favor de los merengues por 1:0, con anotación de Fidel Suárez. En 1990, con la llegada de Fernando Cuéllar al banquillo crema, Universitario de Deportes obtuvo el Torneo Regional 1990-I, clasificándose automáticamente para la final nacional, donde se enfrentó al Sport Boys del Callao, vencedor del torneo descentralizado.
La final se disputó el 3 de febrero de 1991, con victoria para la escuadra merengue, que se impuso 4:2, con anotaciones de Roberto Martínez (2), Héctor Cedrés y Oswaldo Araujo, mientras que por el Sport Boys descontaron Pedro Requena (autogol) y Carlos Henrique Paris. En el año de 1992 las bases del campeonato nacional fueron nuevamente modificadas y se volvió al sistema de torneos descentralizados de dos ruedas con la participación de dieciséis clubes, dejándose de lado los certámenes regionales.
El club se llevó el título faltando una fecha para el final del campeonato, tras vencer 4:1 a San Agustín, con goles de Ronald Baroni (2), César Charún y José Luis Carranza. Bajo la dirección técnica de Sergio Markarián, la «U» revalidó su título en 1993, logrando un nuevo bicampeonato para la institución. Lo hizo luego de vencer 3:0 a San Agustín, con Juan Carlos Zubczuk en el arco y anotaciones de Jorge Amado Nunes (2) y Roberto Martínez, obteniendo de esa manera el cuarto bicampeonato del club, tras diecinueve victorias, siete empates y cuatro derrotas.

#### El tricampeonato (1998-2000)

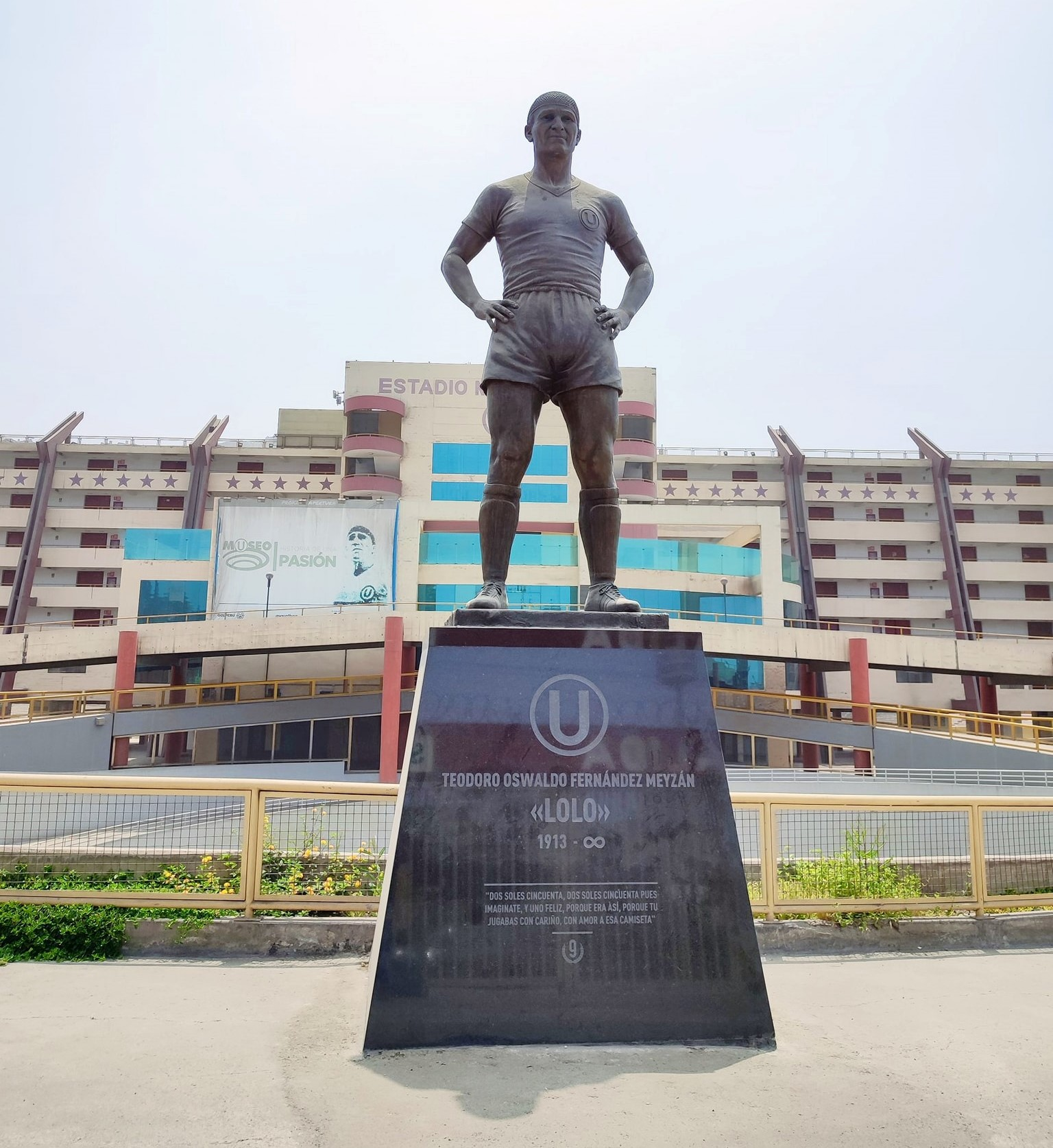
Fachada del Estadio Monumental en 2021.

En 1998 arribó a la institución el técnico argentino Osvaldo Piazza, con el que obtuvo el título del Torneo Apertura que le dio el derecho a disputar las eliminatorias para la final nacional, derrotando 2:1 al Sporting Cristal, campeón del Torneo Clausura, en el segundo juego final con dos goles de Roberto Farfán. Dado que en el primer encuentro culminó 2:1 a favor de Cristal, se decidió el ganador con una definición por penales, en la cual, derrotaron a los celestes por 4:2. Los goles fueron anotados por Gustavo Grondona, Gustavo Falaschi, Luis Guadalupe y Eduardo Esidio.
En 1999, Universitario de Deportes consiguió nuevamente el bicampeonato. Se disputaron dos encuentros entre la «U», que había obtenido el Torneo Apertura, y Alianza Lima, campeón del Torneo Clausura. La primera final se disputó en el Estadio Nacional y los cremas vencieron por 3:0, con goles de Roberto Farfán, Eduardo Esidio y José Guillermo del Solar. En el encuentro de vuelta, disputado en el Estadio Alejandro Villanueva, los blanquiazules lograron la victoria con un gol anotado por Víctor Mafla, pero no les alcanzó para obtener el título.
Así los merengues dieron la vuelta olímpica en el estadio de su acérrimo rival, en la primera vez que jugaba en su estadio por un título nacional. El 30 de enero de 2000, disputó la Copa El Gráfico-Perú ante la Universidad de Chile, el encuentro finalizó con el marcador de 1:0 a favor de los peruanos. El autor del gol fue José Guillermo del Solar. El 2 de julio de 2000, se realizó la inauguración del Estadio Monumental con la victoria de Universitario por 2:0 frente al Sporting Cristal, en un encuentro válido por el campeonato profesional peruano.
Ese mismo año, con la conducción de Roberto Chale los cremas se coronaron por tercera vez consecutiva campeones del fútbol peruano, obteniendo los títulos del Apertura y del Clausura, totalizando cien puntos entre ambos torneos, (veintidós puntos más que el segundo, el Sporting Cristal). La «U» obtuvo el campeonato el 8 de diciembre en un encuentro ante el Juan Aurich de Chiclayo, al que venció por 5:0, siendo el primer campeonato que obtuvo como local en el Estadio Monumental. Los goles fueron anotados por Piero Alva (2), Eduardo Esidio (2) y Gustavo Grondona. Además el brasileño Esidio se consagró como máximo goleador de la temporada con 37 goles.

#### La crisis financiera y torneos irregulares (2001-2007)

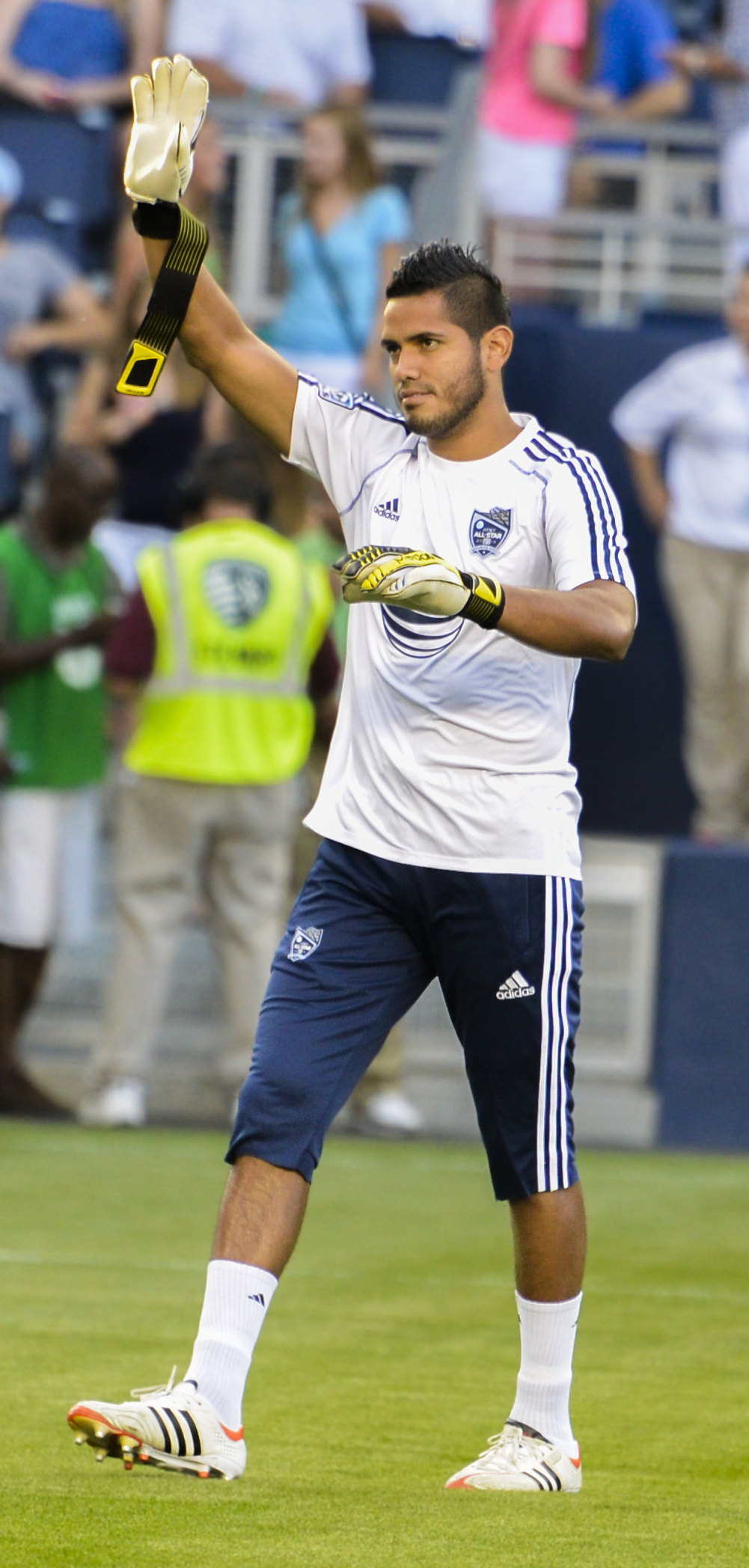
Raúl Fernández guardameta formado en las divisiones menores del club que fue fichado por el Olympique de Niza en 2011.

Durante los años siguientes al tricampeonato, el club atravesó frecuentemente diversos problemas extra-deportivos, principalmente administrativos y financieros, que interfirieron con las campañas futbolísticas. A pesar de ello, estuvo cerca del título nacional en varias oportunidades y participó en torneos internacionales la mayoría de años. En 2001, dejaron el club algunos de los futbolistas que habían resaltado en el tricampeonato debido al elevado costo de sus sueldos. En su lugar arribaron futbolistas extranjeros de bajo nivel que no rindieron, por lo que al equipo no le fue nada bien en el torneo.
Al año siguiente, la situación de la «U» fue complicada tanto en lo futbolístico como en lo económico, hasta el punto en que los futbolistas profesionales decidieron irse a la huelga y la dirigencia decidió recurrir a los juveniles. A pesar de esto Universitario de Deportes logró consagrarse campeón del Torneo Apertura. En el mes de junio, fue elegido como el club del mes del mundo por la Federación Internacional de Historia y Estadística de Fútbol. Para el año 2003, los merengues contrataron al entrenador uruguayo Ricardo Ortiz y promovieron a varios juveniles. En el torneo local tuvo una campaña regular, sin embargo no llegó a ocupar ninguno de los primeros puestos.
Para el Torneo Clausura el club contó con hasta cuatro técnicos diferentes siendo el último de ellos Juan José Oré y el campeonato finalizó abruptamente tras una huelga generalizada de futbolistas. En 2005, arribó al club José Basualdo y se sumaron a la plantilla algunos futbolistas importantes como John Galliquio, José Pereda, Alex Magallanes, Mauricio Mendoza y Luis Tonelotto. A pesar de haber permanecido como líder la mayor parte del Torneo Apertura, la «U» finalizó en el segundo lugar, siendo sorpresivamente superado a última instancia por Cienciano. En la siguiente temporada, con pocos cambios en el equipo y la inclusión del colombiano Mayer Candelo, bajo la dirección técnica de Jorge Amado Nunes, Universitario terminó en el sexto lugar del Torneo Apertura, y empató en el primer puesto en el Torneo Clausura con Cienciano, con quien disputó la definición del título.
A pocas fechas de haberse iniciado el Torneo Apertura 2007, Jorge Amado Nunes fue cesado por la anterior dirigencia del club por la oposición que generaba su presencia entre los principales referentes del plantel, Sin embargo, después de las elecciones, la nueva directiva dirigida por Gino Pinasco decidió reinstalar a Nunes, decisión que también supuso la resolución de los contratos de futbolistas como Piero Alva, Luis Guadalupe, Gregorio Bernales entre otros. El 18 de julio, a tres días del inicio del Torneo Clausura 2007, Nunes fue destituido nuevamente por problemas con algunos dirigentes del club, y su asistente técnico Julio Gómez asumió la dirección técnica, pero los malos resultados y la eliminación de la Copa Sudamericana 2007 en la primera ronda llevó al club a reemplazarlo con el argentino Ricardo Gareca.

#### El reencuentro con los títulos y el proceso concursal (2008-2017)

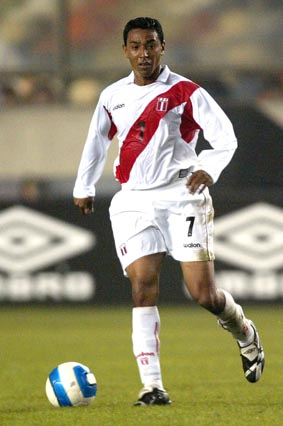
Nolberto Solano disputando un encuentro con la selección peruana.

La «U» inició el Torneo Apertura 2008 con un empate por 1:1 ante la Universidad de San Martín de Porres en el Estadio Monumental, luego el equipo se trasladó hacia el norte del país donde disputó dos encuentros, el primero de ellos ante José Gálvez con victoria para la «U» por 1:0, y el segundo ante Juan Aurich con empate 1:1. Las fechas fueron pasando y la «U» se fue afianzando en los primeros lugares del torneo, el día 2 de julio, a falta de cuatro jornadas para la culminación de la liga, Universitario se coronó campeón tras vencer por marcador de 3:1 a Cienciano. La segunda mitad del año fue muy irregular debido a las lesiones y el bajo rendimiento de algunos futbolistas claves del plantel. La «U» solo consiguió ocho victorias en veintiséis encuentros, finalizando en la décima posición en el Torneo Clausura.
Tras la renuncia de Ricardo Gareca a la dirección técnica del club, los dirigentes optaron por contratar a Juan Reynoso. Así mismo, arribó al club Nolberto Solano considerado por los medios de comunicación tanto nacionales como internacionales como el fichaje estrella del fútbol peruano. Tras realizar una gran campaña en la que finalizó en el primer lugar de la liguilla par, disputó la final nacional ante Alianza Lima derrotándolo en el encuentro de ida por 1:0 con gol de Piero Alva en Matute, y por el mismo resultado en el Estadio Monumental con gol de Solano de tiro penal, lo cual le permitió dar la vuelta olímpica frente a su clásico rival y obtener su vigésimo quinto campeonato, asegurando su participación en la Copa Libertadores 2010.
En el torneo continental, Universitario cerró su participación en la ronda de grupos con un total de diez puntos, siendo junto con los equipos brasileños Internacional y São Paulo las mejores defensas del torneo al recibir tan solo dos goles en contra. Casualmente el São Paulo fue el rival del cuadro merengue en los octavos de final, ambos encuentros finalizaron 0:0 por lo que el ganador se definió mediante el lanzamiento de tiros desde el punto penal resultando victorioso el club paulista por 3:1. Entretanto en la liga doméstica, nuevamente una serie de problemas dirigenciales no permitieron que el equipo cumpliera una buena campaña. En el Campeonato Descentralizado 2011 el equipo no tuvo un buen comienzo y recién en la tercera fecha obtuvo su primera victoria, sin embargo comenzó a levantar poco a poco su juego y llegó a cerrar su participación en la primera rueda en la parte alta de la tabla.
Durante la segunda fase del torneo la escuadra estudiantil se salvó del descenso en la penúltima fecha tras empatar 2:2 con la Universidad César Vallejo en el Estadio Nacional del Perú. A nivel internacional el club mostró una cara distinta y por primera vez en su historia avanzó hasta los cuartos de final de la Copa Sudamericana donde fueron eliminados por el Vasco da Gama de Brasil por marcador global de 5:4. Debido a las grandes deudas de algunos clubes de fútbol del Perú (entre los cuales se encuentra Universitario), la Superintendencia Nacional de Aduanas y de Administración Tributaria, solicitó al Instituto Nacional de Defensa de la Competencia y de la Protección de la Propiedad Intelectual que inicie un proceso concursal de reestructuración del club.

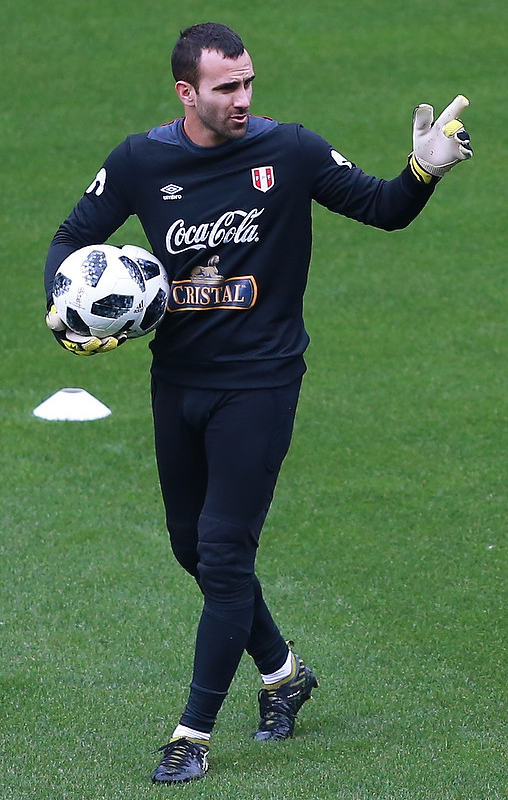
José Carvallo, guardameta titular del club durante la temporada 2013.

Con esta medida la junta directiva se desintegró y Rocío Chávez Pimentel presidenta de Right Business S. A. fue nombrada administradora temporal del club. En 2012, y como consecuencia de la política de austeridad implantada por la Administración Temporal, Universitario contó con un plantel corto que no le permitió afrontar satisfactoriamente el torneo, por lo cual llegó a temerse que su permanencia en la categoría se viera comprometida. Para la temporada 2013, la Administración Temporal mantuvo su política de austeridad y decidió afrontar el torneo con un equipo conformado en su mayor parte por futbolistas jóvenes.
Al término de la primera etapa del torneo la «U» logró ubicarse en el segundo lugar de la tabla de posiciones, lo cual le permitió encabezar la liguilla B, mientras que Real Garcilaso quedó como cabeza de la liguilla A por haber quedado en el primer lugar de la tabla. Luego de disputada esta segunda etapa, ambos equipos culminaron en las primeras posiciones de sus respectivas liguillas, por lo cual tuvieron que enfrentarse para definir al campeón nacional. En el partido de ida disputado en el Estadio Municipal de Espinar, Garcilaso derrotó a Universitario por 3:2, mientras que en el partido de vuelta disputado en el Estadio Monumental el equipo crema se impuso por 3:0. El tercer y definitorio partido disputado en el Estadio Huancayo culminó empatado 1:1 luego del tiempo regular y suplementario, por lo que la definición se tuvo que dar por tanda de penaltis, que culminó con un marcador de 5:4 a favor de los merengues, que obtuvieron de esta manera su vigésimo sexto título nacional.
Durante el inicio de la campaña 2014, el club tuvo un bajón tanto en el torneo local como en la Copa Libertadores donde tan solo logró un punto, ocasionando la salida del técnico Ángel Comizzo y el regreso de José Guillermo del Solar. En el Torneo Apertura y con nuevas contrataciones como Edison Flores, la «U» tuvo una breve recuperación (incluso goleó en su debut), sin embargo perdió puntos claves de local y en la última fecha fue derrotado por 2:0 ante el Juan Aurich, con el que peleaba palmo a palmo el torneo. Para el Torneo Clausura contrataron al ex-guardameta Óscar Ibáñez como entrenador y debutó con victoria por 0:1 ante Sport Huancayo, tras quince fechas el equipo consiguió seis victorias, seis derrotas y tres empates, quedando séptimo en la tabla de posiciones y sexto en el acumulado, clasificando como Perú 3 a la Copa Sudamericana. El año 2015 se describiría para Universitario como una epopeya con «final feliz», ya que a inicios de año con Ibáñez y nuevos jugadores que generaron gran expectativa en la hinchada como Carlos Grossmüller y Liber Quiñones, sin embargo no destacaron. Junto a ellos también llegaron Braynner García, Raúl Fernández y cinco juveniles.

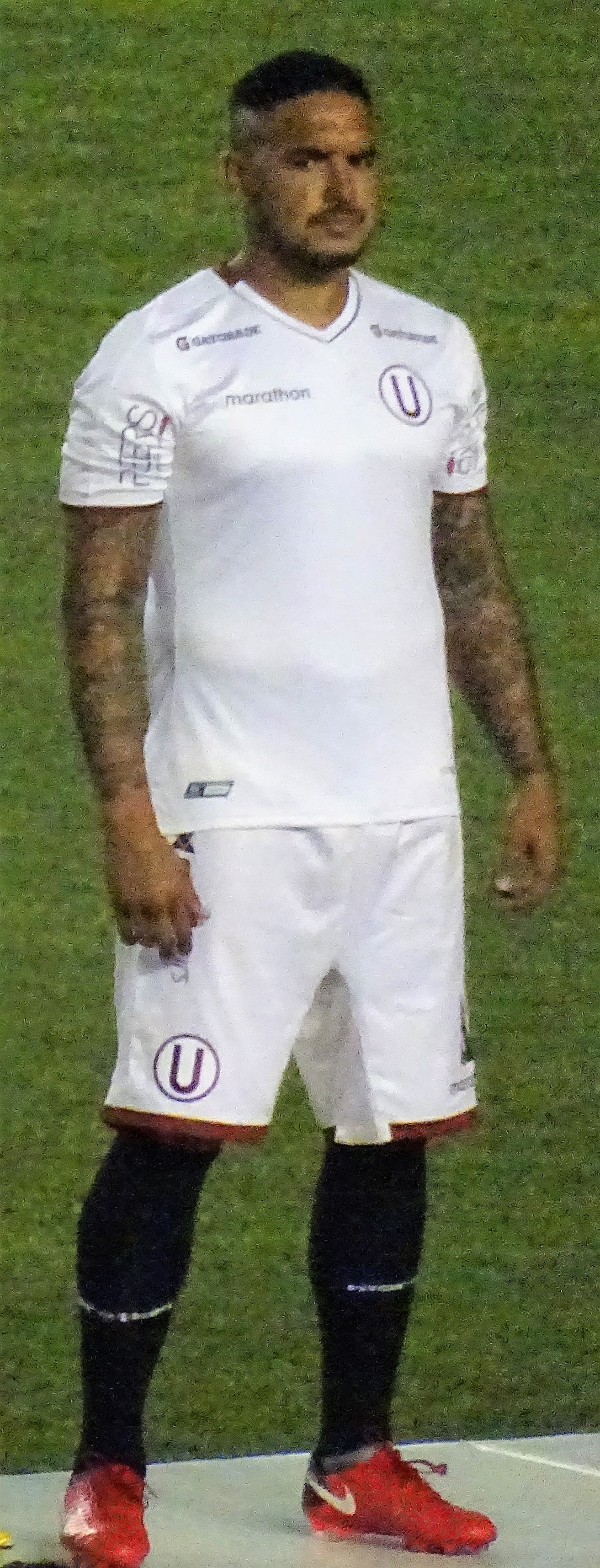
Juan Manuel Vargas durante la Noche Crema 2017.

En el Torneo del Inca de ese mismo año la «U» solo consiguió tres triunfos, por lo que Óscar Ibáñez fue despedido y Carlos Silvestri se hizo cargo del equipo, hasta que se confirmó al colombiano Luis Fernando Suárez como el nuevo estratega crema. El inicio del Apertura fue muy complicado para la «U», sobre todo en las tres primeras fechas donde no consiguió triunfos, recién en la cuarta jornada logró una victoria ante Ayacucho. Luego volvió otra mala racha que incluyó la derrota en el clásico y la rescisión de contrato de Grossmüller y Quiñones, esta sequía duró siete fechas; tras derrotar a la Universidad de San Martín en el Callao. En la siguiente fecha León de Huánuco goleó a los cremas en Ate, resultado que dejó al club como colero del torneo y a un paso del descenso. Finalmente en la fecha quince salió de la zona baja tras derrotar a Sport Loreto en Pucallpa con gol de Roberto Siucho. En la primera fecha del Clausura, Universitario perdió por 2:3 con Unión Comercio, resultado que originó la salida de Luis Fernando Suárez del club. En su reemplazo llegó Roberto Chale junto a Juan Pajuelo y empezó una racha de resultados positivos junto con Raúl Ruidíaz y sus 12 goles en el torneo, incluso llegando a pelearlo. Universitario clasificó a la Copa Sudamericana 2016 tras derrotar por 2:1 a Sporting Cristal en la última jornada.
El año 2016 la «U» arrancó el Torneo Apertura con un triunfo en Ayacucho por 5:2 con hat-trick de Diego Guastavino, una de las contrataciones para ese año junto con Diego Manicero, Miguel Trauco, Hernán Rengifo y Adán Balbín, los cremas se llevaron el campeonato venciendo a Sporting Cristal en la fecha 14 y clasificando a la Copa Sudamericana 2017, en el Torneo Clausura tuvo un bajón por la ausencia de jugadores como Raúl Ruidíaz (emigró al fútbol de México), Edison Flores y Juan Diego Gutiérrez (ambos transferidos al fútbol danés), finalizando en el segundo lugar y siendo eliminado de la Copa Sudamericana por Emelec.
Para las liguillas se contrató a Juan Pablo Pino, Josué Estrada, Diego Rodríguez, John Galliquio y se repatrió a Alexi Gómez del fútbol chileno. En la fecha 14 el equipo clasificó para las semifinales del torneo nacional, donde enfrentó a Melgar. En el partido de ida jugado en el Estadio Nacional empezó ganando 1:0 con tanto de Galliquio pero terminó perdiendo 1:2, en el partido de vuelta en Arequipa la «U» ganaba 0:2 con anotaciones de Diego Manicero y Andy Polo, pero en el complemento del partido, por el cansancio de los jugadores, terminó empatando 2:2, por lo cual perdió la llave.
Tras perder tuvo que disputar un partido por el tercer lugar frente a Deportivo Municipal, encuentro que iba empatado por 2:2 con goles de Alexi Gómez y Hernán Rengifo, hasta que en el minuto 92 este último jugador marcó el triunfo (3:2), clasificando así a la Copa Libertadores 2017. La participación del club en este último torneo culminó en la segunda fase luego de desaprovechar una ventaja de dos goles conseguida fuera de casa (3:1) ante el Deportivo Capiatá de Paraguay, cayendo en el cotejo de vuelta en el Estadio Monumental por 3:0.

#### Crisis deportiva y administrativa (2018-2020)

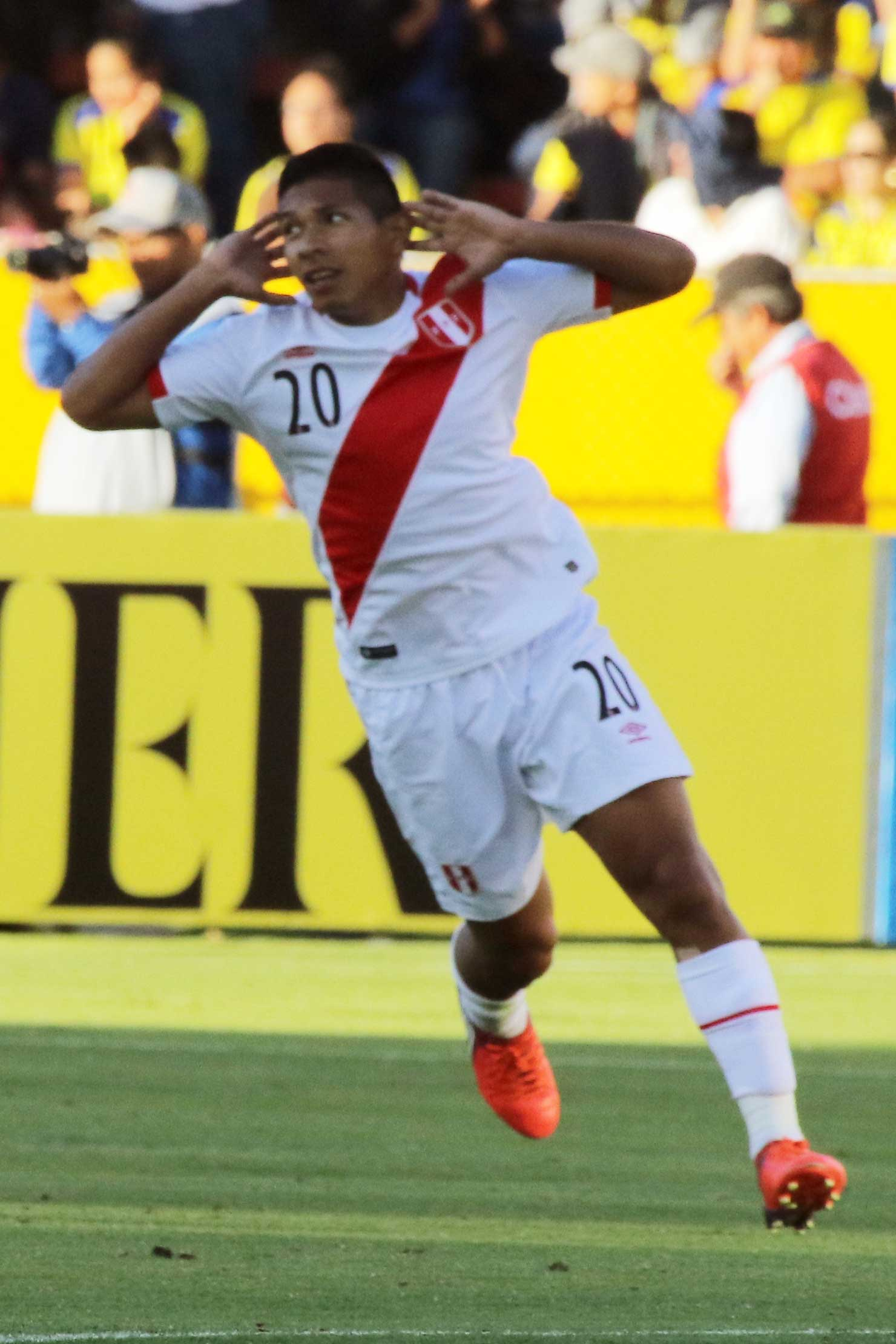
Edison Flores, futbolista que formó parte de la «U» en dos períodos (2011-2012) y (2014-2016).

En 2018 los cremas empezaron el año con una sanción que ocasionó una gran crisis deportiva, dicha sanción no les permitió contratar jugadores durante todo el año debido a numerosas deudas que el club tenía, por ello, la administración presentó un reclamo ante el Tribunal de Arbitraje Deportivo para anular dicha sanción. Debido a estos problemas, el club tuvo que recurrir a sus canteras y formar un plantel en su mayoría de juveniles y de esa manera empezaron el año con su participación en la primera fase de la Copa Libertadores, en un partido de ida y vuelta ante Oriente Petrolero, perdieron de visita por marcador de 2:0, pero en la vuelta obligados a ganar, hasta el minuto 39 del segundo tiempo se lograba la hazaña con el marcador de 3:0 a favor pero lamentablemente para los merengues, Jorge Paredes descontó para los refineros, quedando el marcador final de 3:1, pero el Oriente Petrolero, al tener un gol de visitante, clasificó a la siguiente fase.
Universitario empezó el Campeonato Descentralizado con muy pocas victorias y varios problemas. A lo largo del Torneo de Verano solo tuvo dos victorias, las dos ante Comerciantes Unidos, y siete empates quedando en el último lugar de su grupo con 13 puntos. En el Torneo Apertura continuó el declive, hasta la fecha 6 del campeonato, los merengues lograron 5 empates y 1 derrota, además de que el reclamo presentado ante el TAS por su sanción, no obtuvo resultados favorables ya que este organismo ratificó la misma, ocasionando la salida del entrenador Pedro Troglio, siendo este reemplazado por el chileno Nicolás Córdova. En las 10 fechas restantes de dicho torneo el equipo obtuvo 4 victorias, 1 empate ante su clásico rival y 4 derrotas, quedando en el undécimo lugar en la tabla de posiciones de dicho torneo con 18 puntos, pero a pesar de sumar victorias, Universitario no se alejó de la zona de descenso en la tabla acumulada. Pero aún con todos esos problemas, en las tribunas la hinchada nunca abandonó a su equipo y lo acompañó a pesar del mal momento futbolístico, logrando que el club sea el más taquillero hasta ese momento.
Para el Torneo Clausura, Universitario recibió una buena noticia, el club quedó habilitado para contratar jugadores, así reforzarse y salir de la incomoda situación que pasaban. Al hacerse oficial el levantamiento de la sanción, el club optó por reforzarse con tres jugadores más para afrontar el Torneo Clausura, los nombres elegidos fueron los extranjeros: Pablo Lavandeira y Germán Denis y el retorno de Alberto Rodríguez. Se empezó el torneo con buenas expectativas de la hinchada, pero la situación se agravó más ya que hasta la fecha 6 con un partido suspendido, los cremas obtuvieron solo una victoria y un empate, quedando comprometido aún más con la zona de descenso, esto ocasionó el malestar de sus hinchas, los cuales ingresaron al recinto de entrenamientos e increparon la falta de compromiso a los jugadores y al comando técnico pidiendo la salida del entrenador. Sin embargo tras el apoyo de la hinchada, la «U» comenzó a salir del mal momento, gracias a una victoria ante Sport Huancayo por 1:0 con gol de Germán Denis.
Tras todos estos problemas, los cremas empezaron a levantar cabeza en los siguientes partidos. En el fecha 7 contra Unión Comercio comenzaron perdiendo, pero con un gol de Werner Schuler y un penal de Germán Denis, remontaron el partido. Luego de dos victorias consecutivas, la situación cada vez daba una apariencia más favorable que los alejaba de la zona de descenso, pero un pequeño traspiés hizo que el cuadro estudiantil logre solo un empate sin goles ante Sport Boys. Pero consiguieron recuperarse en el siguiente partido ante  Sporting Cristal. En el siguiente encuentro los cremas comenzaron ganando ante el clásico rival, Alianza Lima, pero el partido terminó 2:1 a favor de los íntimos. Sin embargo los resultados de esa fecha, prácticamente salvaron a los cremas de la baja. La siguiente fecha el equipo perdió ante Deportivo Municipal. Sin embargo, se reivindicaron ganando en Cuzco al Real Garcilaso en la siguiente instancia, algo que ocasionó que los cremas luchen por un cupo a la Copa Sudamericana 2019. La «U» ganó el último encuentro por 2:0, pero no logró alcanzar el cupo a la Sudamericana, finalizando así uno de sus años más difíciles tanto deportivo como económicamente.
En la temporada 2019, la «U» se reforzó con jugadores de calidad como Alejandro Hohberg y otros más. El equipo comenzó con buenos resultados en el Torneo Apertura, destacando un clásico ganado de visita por 3:2, una victoria de local por 4:0 ante Sport Boys, y un empate ante Sporting Cristal. Después de esto el equipo cayó en picada, perdiendo cinco partidos consecutivos, lo que ocasionó la salida de Nicolás Córdova. Asumió como entrenador el argentino Ángel Comizzo para el Torneo Clausura. El Equipo en el Clausura empezó con unos muy buenos resultados, luchando por el primer puesto durante las primeras fechas del torneo. La «U» derrotó 1:0 de local a Alianza Lima y se consolidó como líder absoluto del campeonato. Sin embargo, después de este partido el club comenzó a perder puntos mediante empates y una derrota ante Deportivo Municipal. Al final del año, Ángel Comizzo dejó su cargo, en su reemplazo se contrató al experimentado director técnico uruguayo Gregorio Pérez.
Para el campeonato 2020, y junto con la llegada de Gregorio Pérez arribaron los futbolistas uruguayos Federico Alonso, Jonathan dos Santos y Luis Urruti. En la Copa Libertadores el club disputó la primera y segunda fase contra Carabobo y Cerro Porteño, respectivamente. En el torneo local, tuvo una buena actuación, estando entre los primeros puestos; donde su último partido antes de la pandemia de COVID-19 sería ante su clásico rival, Alianza Lima, ganándole 2:0. Posteriormente, tras la llegada de una nueva administración concursal y debido a las medidas impuestas por la pandemia, ya que el torneo peruano estaba paralizado, se declaró en suspensión perfecta a la plantilla profesional, y por consiguiente la nueva administración despidió de manera polémica al técnico Gregorio Pérez, argumentando que era una persona vulnerable a la enfermedad. Tras esto, volvió otra vez Ángel Comizzo logrando disputar la final pero no pudo ganarla ante Sporting Cristal.

#### Reestructuración administrativa y nuevo comienzo (2021-2023)
En el año 2021, ante las bajas de jugadores importantes, el club se reforzó con algunos nombres, entre los más destacables el uruguayo Hernán Novick y el peruano Álex Valera. En el mes de marzo, diecisiete integrantes del club dieron positivo a la COVID-19, por tal motivo, se suspendió el partido ante la Universidad Técnica de Cajamarca, correspondiente a la tercera fecha de la Liga 1. En la Copa Libertadores, la «U» fue ubicado en el grupo A conformado por los vigentes campeones continentales: Palmeiras, Defensa y Justicia e Independiente del Valle, campeón de la Copa Sudamericana 2019. En la competencia internacional solo obtuvo cuatro puntos, quedando en último lugar, de un saldo de cuatro derrotas, un empate y una victoria de local ante el Independiente del Valle. En el torneo doméstico, tampoco logró los objetivos y quedó en tercer lugar de la liguilla A con 15 puntos, sin opciones de disputar el título de la Fase 1. Tras una seguidilla inusual de partidos para destacar, el 8 de mayo Alberto Quintero se convirtió el segundo futbolista extranjero con más goles tras un 3:2 agónico con sus dos goles ante Cienciano.
Siguiendo el superclásico peruano, con victoria de Alianza Lima por 2:1, Ángel Comizzo fue despedido y Juan Pajuelo fue nombrado como técnico interino en su lugar. Poco después, Universitario terminó sus relaciones con la empresa brasileña Gremco, quitándole la administración después de varios años. Unos días después, Jean Ferrari fue elegido como nuevo administrador del club. El nuevo plan de reestructuración de Ferrari fue revelado en una conferencia de prensa el 1 de septiembre donde anunció el regreso de Gregorio Pérez como entrenador. El 14 de septiembre, con el segundo debut de Pérez, la «U» derrotó a la Universidad de San Martín por 2:0. Con Pérez al mando, el club consiguió 21 puntos de 24 posibles, lo cual le permitió ubicarse en el tercer lugar de la tabla acumulada y clasificar a la Copa Libertadores por trigésima tercera ocasión.
Iniciando la temporada 2022, Universitario se reforzó con la llegada del uruguayo Ángel Cayetano y los peruanos Joao Villamarín, Roberto Villamarín y Alfonso Barco. No obstante, el 13 de enero, Gregorio Pérez sufrió un ataque cardíaco que, más tarde, fue confirmado como síndrome coronario. Debido a su delicado estado de salud, Pérez se vio obligado a abandonar el club por segunda vez y su asistente Edgardo Adinolfi fue nombrado técnico interino. Posteriormente, Adinolfi fue reemplazado por Manuel Barreto como interino para el debut frente a la Academia Deportiva Cantolao por la Liga 1 2022.
Con Barreto, Universitario goleó por 3:0 a Cantolao, rompiendo una racha de cinco años sin victorias frente al club del Callao. El 3 de febrero, Jean Ferrari, en conferencia de prensa, anunció al uruguayo Álvaro Gutiérrez como nuevo entrenador para el resto de la temporada, quien debutó con una victoria por 3:0 frente a la Universidad de San Martín. En la segunda fase de la Copa Libertadores 2022, el club fue eliminado por el Barcelona de Ecuador tras caer 2:0 de visita y 1:0 de local. Ante estos malos resultados, se anunció la posterior contratación de Andy Polo, que regresó al club después de seis años, y Rodrigo Vilca para afrontar el resto de la temporada. Sin embargo, tras haber caído ante Alianza Lima de local por 4:1, se anunció el despido de Gutiérrez tan solo dos meses después de su contratación, dejando un saldo de cuatro triunfos, un empate y seis derrotas. Jorge Araujo, coordinador de la unidad técnica de menores, fue nombrado técnico interino y tuvo una actuación decente durante seis partidos (dos triunfos, tres empates y una derrota). Ferrari anunció a Barreto como el nuevo gerente deportivo del club mientras que Araujo regresó al mando del equipo de reservas a la espera de un nuevo entrenador para el equipo de mayores.
El 20 de junio, Carlos Compagnucci fue anunciado como el nuevo director técnico, marcando su regreso a la dirección tras diecisiete años. Bajo el mando de Compagnucci, Universitario concluyó el 2022 asegurando su pase a la Copa Sudamericana 2023, clasificando a la fase de grupos tras derrotar a Cienciano del Cusco por 2:0. De igual manera, se anunció la salida de varios jugadores, entre los que se encontraban Alberto Quintero, Rafael Guarderas, Armando Alfageme, Federico Alonso, Nelinho Quina, entre otros. Tras el inicio de la temporada 2023, los cremas debutaron con una goleada por 4:0 a Cantolao, pero sufrieron una seguidilla de malos resultados que acabaron con la renuncia voluntaria de Compagnucci para la llegada de un técnico más experimentado.
El 3 de marzo de 2023, por recomendación de Gregorio Pérez, Jorge Fossati fue anunciado como el nuevo entrenador del cuadro crema, trayendo consigo una nueva camada de jugadores, incluyendo el regreso tanto de Horacio Calcaterra, después de diez años jugando en Sporting Cristal, como de Álex Valera, este último tras un breve paso por Arabia Saudita. De igual manera, Universitario se reforzó con la llegada de extranjeros de jerarquía como Rodrigo Ureña, Matías Di Benedetto, Williams Riveros, Martín Pérez Guedes y Emanuel Herrera, quien fuera el máximo goleador histórico extranjero de la Primera División del Perú, así como también el regreso de Edison Flores al club que lo vio crecer después de siete años. El esquema de juego de Fossati trajo excelentes resultados en el torneo local, priorizando a Piero Quispe como titular y dándole el puesto de capitán a Aldo Corzo.
Por la fase de grupos de la Copa Sudamericana 2023, Universitario debutó con una histórica victoria de 0:1 ante Gimnasia y Esgrima de La Plata, rompiendo una racha de 56 años sin ganar en tierras argentinas, y empató 2:2 de local ante Goias de Brasil, tras ir perdiendo por un 0:2 en contra. Obteniendo resultados favorables como local ante Independiente Santa Fe de Colombia y Gimnasia y Esgrima, Universitario aseguró su clasificación a dieciseisavos de final del torneo internacional, donde fue eliminado por el Corinthians de Brasil en un polémico partido de ida y vuelta. El club volvió a centrarse en el campeonato local, arrasando como local de manera invicta ante todos los clubes, exceptuando a Deportivo Gacilaso que empató 1:1 con los cremas. Estos resultados le permitieron alzarse en la última fecha ante Sport Huancayo como campeón del Torneo Clausura, título que no obtenía desde hace veintitrés años.
En un hecho histórico, Universitario consiguió meterse a la final de la Liga 1 2023 junto a su clásico rival Alianza Lima, que venía de ser el campeón del Torneo Apertura, volviendo a disputarse un superclásico del fútbol peruano en la final tras catorce años. En la ida en un Estadio Monumental lleno, ambas escuadras empataron 1:1 con goles de Álex Valera para los cremas y Gabriel Costa para los blanquiazules en los minutos finales. En el partido de vuelta disputado en el Estadio Alejandro Villanueva, Universitario venció por 0:2 con goles de Edison Flores y Horacio Calcaterra, alzándose después de diez años con el título nacional y dando la vuelta olímpica en el estadio de su máximo rival histórico por tercera vez consecutiva Esa misma noche, José Carvallo anunció su salida del club después de cumplir un ciclo con ellos; el guardameta crema se convirtió en uno de los más laureados durante la gala de premiación en el Estadio Monumental tras levantar el trofeo con la cinta de capitán.

#### Bicampeón del Centenario (2024)
Universitario inició la temporada de su centenario como el vigente campeón del torneo peruano. No obstante, debido a los excelentes resultados del año pasado, Jorge Fossati llegó a un acuerdo mutuo con el club y se desvinculó para convertirse en el nuevo entrenador de la selección del Perú tras la salida de Juan Reynoso. Debido a esto, Universitario anunció al argentino Fabián Bustos como el técnico del centenario, así como también la llegada de los extranjeros Diego Dorregaray, Segundo Portocarrero y Sebastián Britos. De igual manera, se reforzó con la llegada de Jairo Concha, Christopher Olivares y el regreso de Christofer Gonzales tras nueve años.

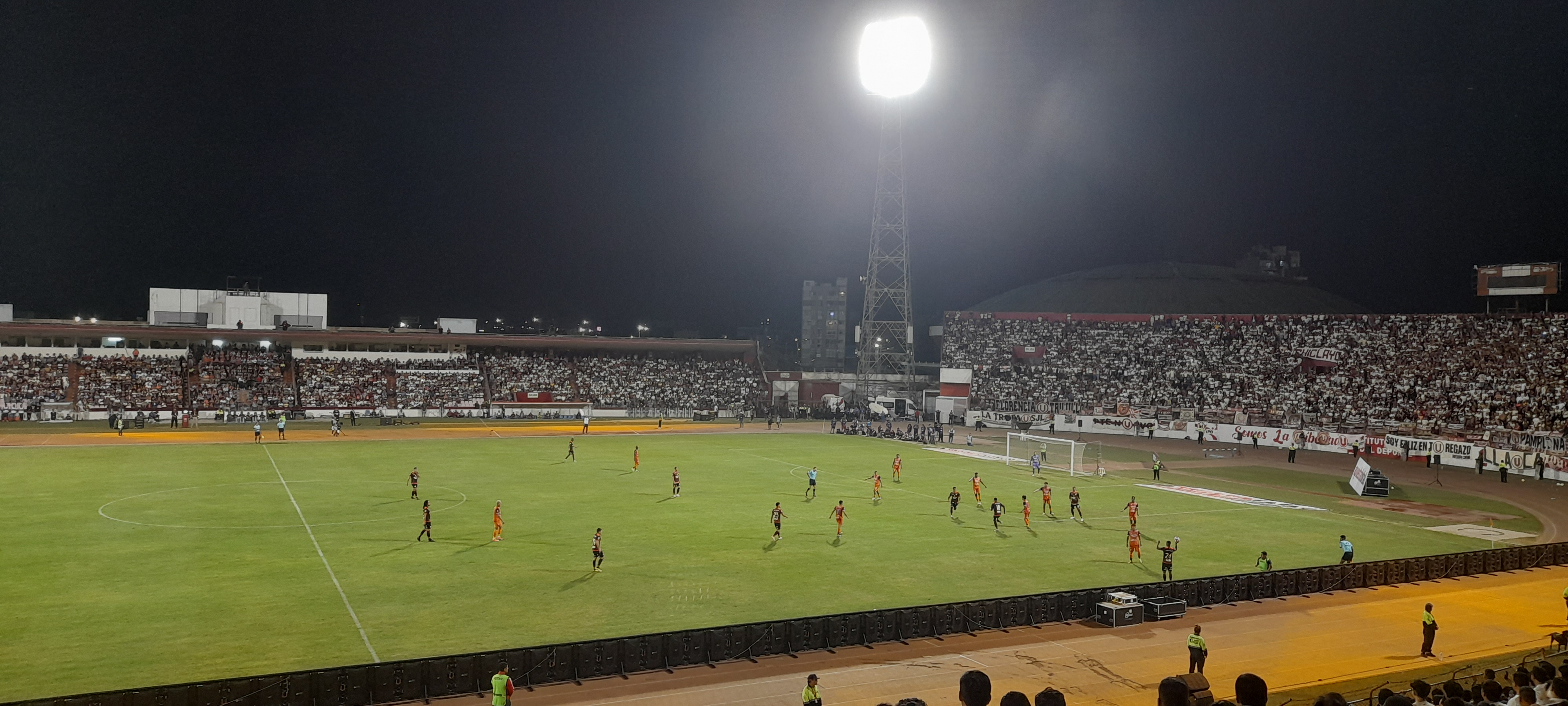
Universitario enfrentado a César Vallejo por la fecha 9 del Torneo Apertura en el Estadio Mansiche.

Los cremas iniciaron el torneo 2024 con una goleada por 4:0 sobre Carlos A. Mannucci y continuaron con un racha de puntaje perfecto hasta la fecha 4 tras vencer de local a Atlético Grau por 1:0 y a Melgar por 2:0 y como visitante a Alianza Lima por 1:0. Desde la fecha 5 a la 10 la «U» consiguió tres empates (todos como visitante), ante UTC, Deportivo Garcilaso y César Vallejo y tres victorias (todas de local) ante Sport Huancayo, Cusco y Alianza Atlético.
Por la fase de grupos de la Copa Libertadores Universitario arrancó con una victoria por 2:1 en Lima ante LDU y un empate ante Junior por 1:1 como visitante, luego sufrió una derrota como visitante ante Botafogo por 3:1, haciendo que luche por un cupo a los octavos de final de la Copa Libertadores o bien un cupo a los play-off de la Copa Sudamericana, aunque empató como local ante Junior por 1:1 y perdió 1:0 ante Botafogo, quedándose sin oportunidad de clasificar a la siguiente fase de la Copa Libertadores, pero aún con chance de clasificar a la Copa Sudamericana, pero después de una derrota ante LDU como visitante por 2:0, los merengues cerraron así su participación en un torneo internacional.
En el torneo doméstico si logró su objetivo, con una seguidilla de buenos resultados, continuando con tres nuevas victorias, aunque llegaría la primera y única derrota del club en el Torneo Apertura siendo ante ADT por 2:0 como visitante. El 25 de mayo de 2024, Universitario se consagró ganador del Apertura tras vencer por 4:0 a Los Chankas e igualar con 40 puntos a Sporting Cristal pero superándolo por diferencia de goles.Terminando el Apertura, se anunció la salida de Diego Dorregaray, así como el préstamo de Piero Guzmán y José Bolívar mientras que Christofer Gonzales rescindió contrato para unirse a Sporting Cristal. Por su parte, se fichó a Gustavo Dulanto y Gabriel Costa, que curiosamente había anotado el gol del empate de Alianza Lima en la final de ida del año pasado, para afrontar el Clausura.
Tras los espectaculares resultados obtenidos de local, así como la abismal diferencia de goles sobre el segundo de la tabla del Clausura, Universitario derrotó por 3:1 a Cienciano del Cusco en la penúltima fecha para convertirse en el primer club de la historia del fútbol peruano en ganar todos sus partidos de local en un solo año. No obstante, una accidente automovilístico causó el sensible fallecimiento del utilero César 'Zapatito' Vega antes de que los merengues visiten a Los Chankas en la altura de Andahuaylas por la última fecha.
Dependiendo de sí mismos en la última fecha y buscando hacer historia en memoria de 'Zapatito', los merengues empataron sin goles ante los Chankas mientras que la caída de Alianza Lima de local por 1:2 ante Cusco FC terminó consagrando a la «U» como el ganador del Clausura. Habiendo sido también los ganadores del Apertura, Universitario logró el bicampeonato en el año de su Centenario, clasificando así a la fase de grupos de la Copa Libertadores 2025. Dorregaray, Guzmán y Bolívar también fueron incluidos como campeones del torneo mientras que el club consiguió reafirmar su paternidad sobre sus rivales al conquistar el vigésimo-octavo título. Como dato adicional, Universitario se convirtió en el quinto club de la historia del fútbol en lograr un bicampeonato tras cumplir cien años de fundación.

## Presidentes
A lo largo de sus 101 años de historia fueron veinte los presidentes que tuvieron la responsabilidad de conducir los destinos institucionales del club. El presidente que más tiempo se mantuvo en el cargo fue Rafael Quirós, llegando a permanecer durante diez años en la presidencia, seguido por Plácido Galindo, Jorge Nicolini y Alfredo González con nueve años cada uno. Asimismo, Quirós es hasta el momento el presidente con la mayor cantidad de períodos, cinco en total. Durante sus diez años de gestión, el equipo crema obtuvo seis campeonatos nacionales (1964, 1966, 1967, 1969, 1971, 1985) y el subcampeonato de la Copa Libertadores 1972. La primera junta directiva estuvo integrada por: José Rubio Rolando (presidente), Andrés Echevarría (secretario). Plácido Galindo (tesorero), Eduardo Bermúdez, Roberto Carrillo, Carlos García, Dionisio Solipoma (vocales) y los encargados de la elaboración de los estatutos fueron: Andrés Echevarría, Plácido Galindo y Carlos García.

## Escudo
En el acta de fundación del club, se determinó instituir como escudo una letra «U» de color granate encerrada en un círculo del mismo color con fondo blanco albo. El diseño estuvo a cargo del arequipeño Luis Málaga Arenas, en ese entonces delegado de la Facultad de Medicina de San Fernando y uno de los gestores más entusiastas de la formación de la Federación Universitaria de Fútbol. Los primeros escudos fueron de gran tamaño y de un acabado muy rústico. Se utilizaron en el lado izquierdo del pecho y en algunos casos al centro del uniforme. En la actualidad, el diseño oficial del escudo emplea una tipografía más estilizada y el fondo del escudo es color crema. En la indumentaria deportiva se usa siempre en el lado izquierdo.

## Uniforme
- Uniforme titular: Camiseta crema, pantalón crema, medias negras.
- Uniforme alternativo: Camiseta granate con líneas verticales cremas, pantalón negro, medias granates.
- Tercer uniforme: Camiseta cobre con un tramado lineal en un tono más oscuro con detalles en granate y marrón en el cuello y los laterales, pantalón marrón, medias cobre.

### Origen
El uniforme original de Universitario de Deportes era blanco y tenía una gran «U» roja en el pecho. Sin embargo, poco antes del debut oficial, ocurrió lo siguiente:

«Universitario debía presentarse a disputar un encuentro, pero increíblemente no contaba con su juego de uniformes porque lo había enviado a la lavandería, que aún no tenía la indumentaria lista. Los dirigentes presionaron a la lavandería para que les dé los uniformes lo más pronto posible. Pero las casaquillas se las devolvieron de color crema».
 Luciano Rico Molina (2001).

Lo que ocurrió fue que en la lavandería se olvidaron de despegar las insignias y al lavar los uniformes las insignias rojas se fueron destiñendo y terminaron dejando los uniformes con una coloración crema. Otra versión dice que en la empresa encargada de confeccionar las camisetas, se equivocaron de color, enviando el uniforme color crema. Como el primer encuentro era muy pronto, optaron por utilizar ese uniforme y como el resultado fue bueno, quedó para siempre.

### Evolución
|  | Primero | (Ver evolución) |  | Actual |

## Infraestructura
En el Perú, el Club Universitario  de Deportes tiene la mayor infraestructura futbolística y una de las mejores y más grandes para deportes en general. En las instalaciones de la «U», la infraestructura permite disfrutar de la práctica de un gran número de deportes, sin embargo, por tradición, la institución está futbolísticamente especializada. Es el club peruano con la mayor cantidad de campos de fútbol. Tiene en total 880 000 m² de terreno propio. Es el único club peruano con dos Estadios, uno de los cuales es el más grande del Perú y segundo más grande de Sudamérica. 

### Estadio Monumental

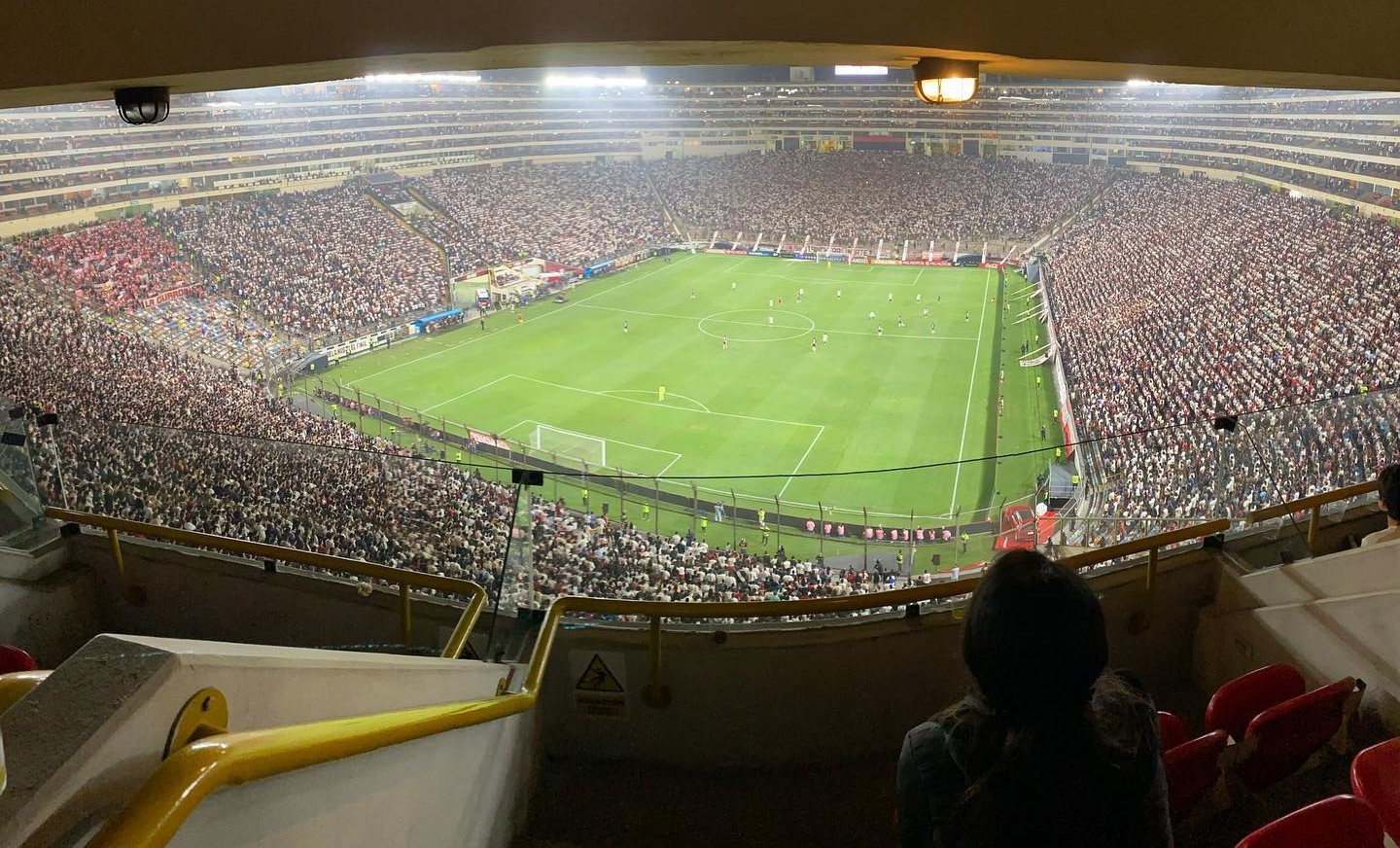
Vista interna del Estadio Monumental - U.

El principal recinto del club es el Estadio Monumental, también conocido como  «Monumental de Lima», «Monumental de Ate» o «Monumental de la U» y por motivos de patrocinio «Estadio Monumental U Marathon». Se encuentra ubicado en el distrito de Ate, al este de la ciudad de Lima. Fue diseñado por el arquitecto uruguayo Walter Lavalleja. Es uno de los estadios de fútbol con mayor capacidad del mundo. Cuenta con un aforo total para 80 093 espectadores (58 577 asistentes en sus cuatro tribunas y 21 516 personas adicionales en los cuatro edificios de palcos-suites que lo rodean).
En la parte central del terreno se ubica el campo de fútbol y alrededor de este, veintidós edificios de siete pisos donde se ubican todos los servicios del estadio, además de 1122 suites familiares, 40 suites corporativas, 30 cabinas de periodistas de radio, espacios para prensa escrita, entre otros. Su inauguración se produjo el 2 de julio de 2000, con la victoria de Universitario por 2:0 frente al Sporting Cristal, en un encuentro válido por el Torneo Apertura de ese año.
Fue construido conforme al Manual de Especificaciones Técnicas de la FIFA (para estadios del nuevo milenio y para finales del campeonato mundial). Se le considera por la prensa especializada y la afición peruana, como uno de los estadios más modernos de Latinoamérica. La superficie de la cancha es de césped natural y cuenta con las medidas reglamentarias de la FIFA (105 m. x 70 m.), además posee un moderno sistema de riego por aspersión.
Es el único estadio que tiene en la planta alta de la tribuna occidente, un circuito cerrado de televisión con ocho cámaras en color, tipo domo, con giro de 360° ubicadas al interior y exterior del estadio. Posee un tablero electrónico con pantalla led, cuyas dimensiones bordean los 100 metros cuadrados, siendo la pantalla más grande de un estadio de fútbol en el Perú.
El primer clásico disputado en el Monumental se jugó el 26 de junio de 2002 en un encuentro de desempate para definir al campeón del Torneo Apertura 2002, el cual finalizó con victoria para los cremas por 1:0. También fue utilizado por la selección de fútbol del Perú, para disputar sus encuentros por las eliminatorias para la Copa Mundial de Fútbol de 2002, 2006, 2010 y 2018, asimismo para la realización de diversos espectáculos musicales. El primer encuentro disputado por la blanquirroja en este estadio fue ante el seleccionado Ecuador el 2 de junio de 2001, en un encuentro por la decimotercera fecha de las eliminatorias para la Copa Mundial de Fútbol de 2002, el cual finalizó con victoria para los ecuatorianos por 2:1. En este estadio se coronó por última vez el equipo tricampeón en el año 2000. Además, logró allí los títulos del Torneo Apertura 2008 y el Campeonato Descentralizado 2009.
El 9 de marzo de 2023, el club inauguró un nuevo sistema de iluminación led, que permite que se realicen transmisiones televisivas en ultra alta definición (4K). Ese mismo mes el club anunció que la empresa Marathon adquirió los derechos de denominación del estadio, pasando a llamarse Estadio Monumental U Marathon.

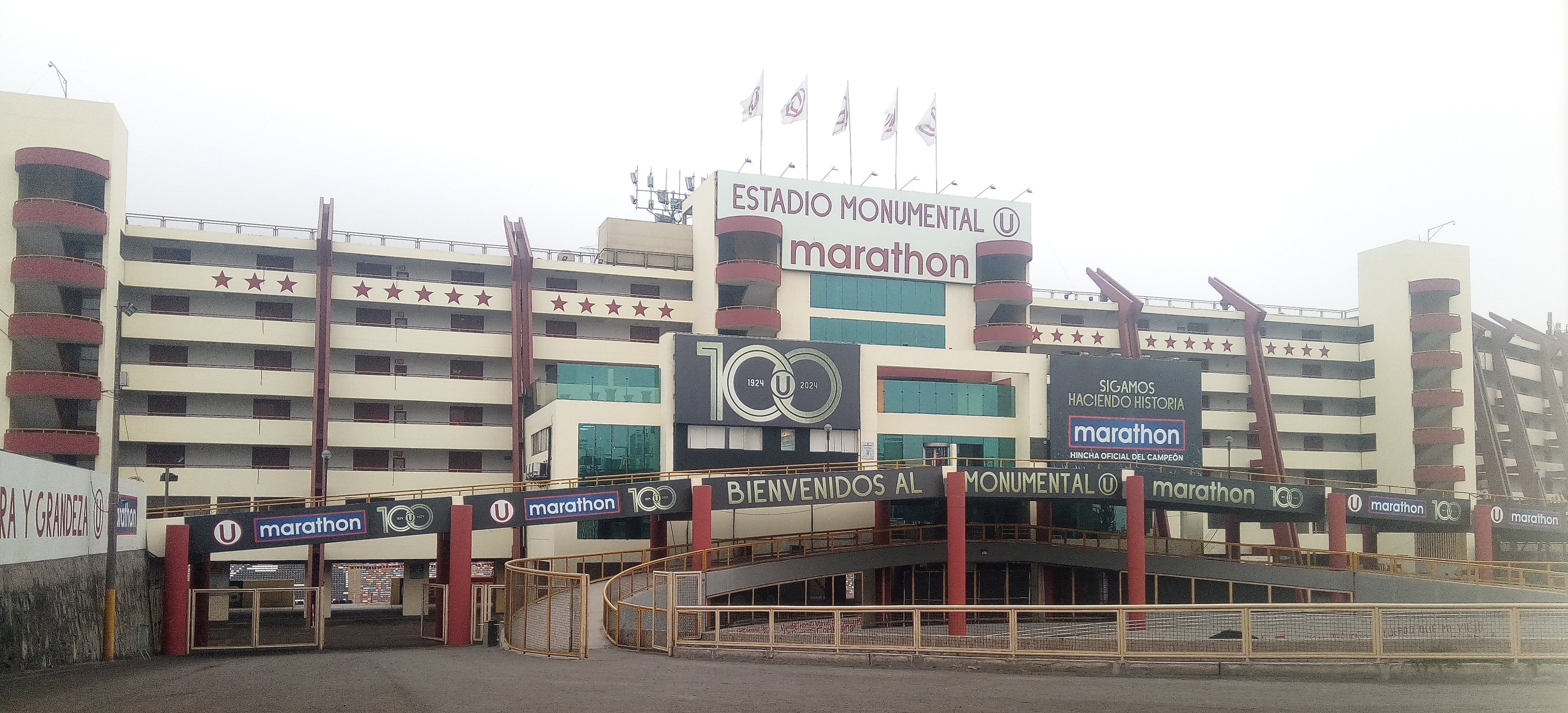
Fachada del Estadio Monumental en el año del centenario del club.

### Campo Mar - U
Campo Mar - U es la sede de playa y principal complejo deportivo del club, cuenta con un área de 520 000 m² y está ubicado en la Carretera Panamericana Sur, kilómetro 30,5 en el distrito de Lurín (Lima), frente a la Isla Ballena. Fue inaugurado el 26 de febrero de 1983 por el entonces presidente del club Miguel Pellny. Posee dos estructuras claramente diferenciadas:

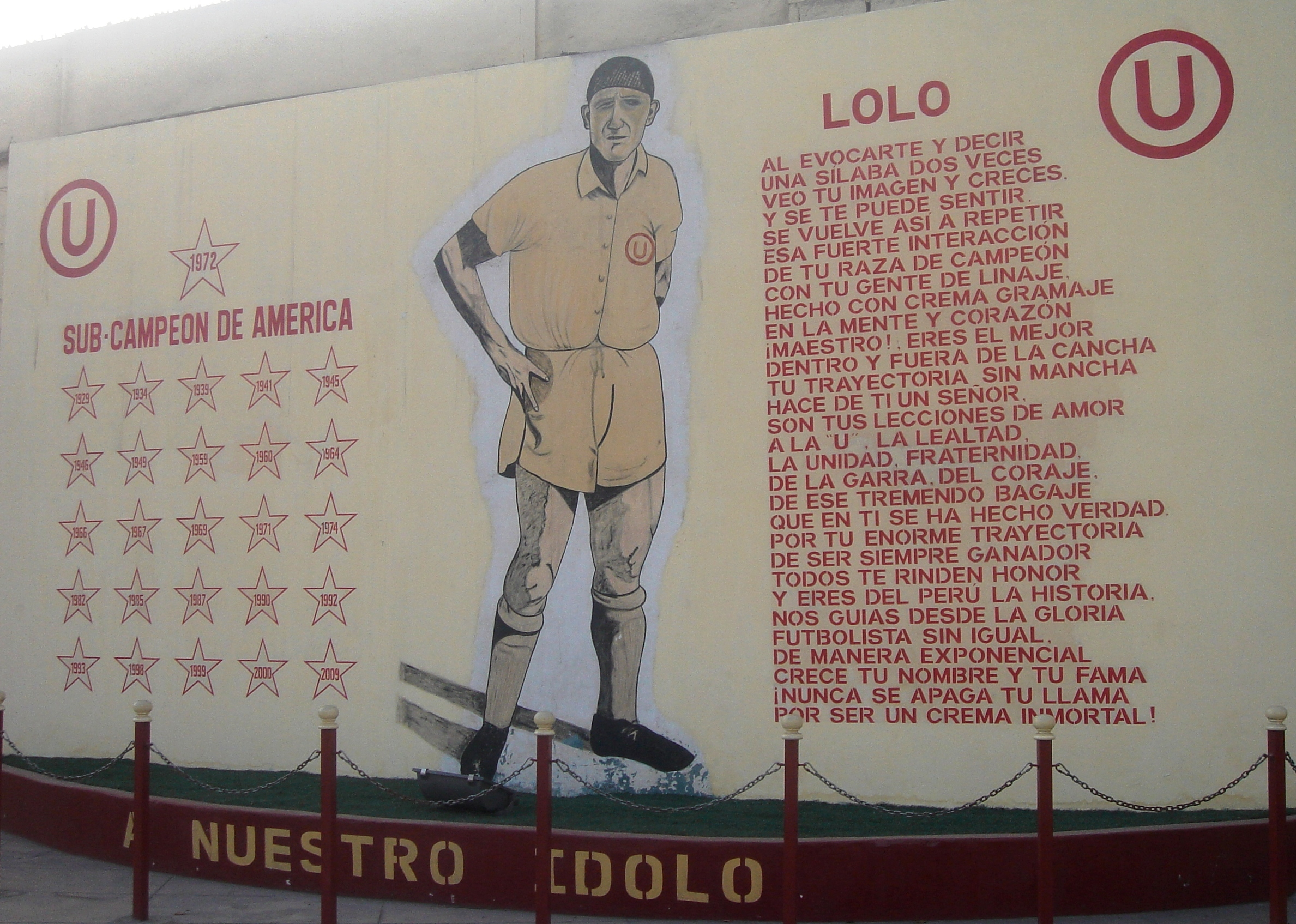
Mural ubicado en el Estadio Lolo Fernández con la imagen del ídolo del club.

- La Villa Deportiva de la U (VIDU), centro de entrenamiento de las diversas divisiones menores y también del equipo profesional particularmente en los períodos de pretemporada. Incluye el Centro de Alto Rendimiento de la U (CAR-U).

- El Centro de Verano para los socios (la 'Sede de Playa) y la preparación de la pretemporada. Tiene un malecón, tres campos de fútbol, dos piscinas para adultos, una piscina para niños, canchas de frontón, lozas polideportivas, juegos para niños, ambientes con juegos de salón, amplios espacios verdes, bungalós, pergolinas y restaurantes.[161]

### Estadio Lolo Fernández
El Estadio Lolo Fernández fue el primer estadio del club, está ubicado en el casco urbano de Lima Metropolitana en el distrito de Lima. Posee una capacidad para 4000 espectadores. Lleva su nombre en honor al futbolista Teodoro Fernández Meyzán. El estadio se inauguró el 20 de julio de 1952 con las instalaciones deportivas y la primera tribuna del estadio (Occidente: 4000 butacas) que antes pertenecieran al Antiguo Estadio Nacional del Perú. En la inauguración, la «U» derrotó a la Universidad de Chile por 4:2, con tres goles de Teodoro Fernández. En 1964, se compró la segunda tribuna a la Federación Peruana de Basketball (Popular: 5000 asientos) y en 1968 se construyó la tercera tribuna (Oriente: 6000 asientos). En la actualidad es utilizado por el equipo de voleibol de la institución.

### Otras instalaciones
- Oficina Administrativa: Es una dependencia que alberga a dos oficinas; una de administración y la otra de captación de nuevos socios, se encuentra ubicada en la Av. San Felipe N.º 270 del distrito limeño de Jesús María.[158]

### Escuelas deportivas
- Escuela de Menores Lolo Fernández: Esta última sede forma parte del proyecto descentralizado de captar nuevos valores, siendo su primera tarea la de ambientar a los niños a una cancha de fútbol de césped,[162] proporcionarles técnicas y conocimientos, que permitan la práctica del fútbol, ya sea en sus niveles de competencia aficionada o de alto rendimiento para el nivel profesional. Dentro de esta misma instalación se encuentran además la «Escuela de Fútbol Héctor Chumpitaz» y la «Escuela de Arqueros Luis Rubiños».[163]

## Afición

### Barras organizadas

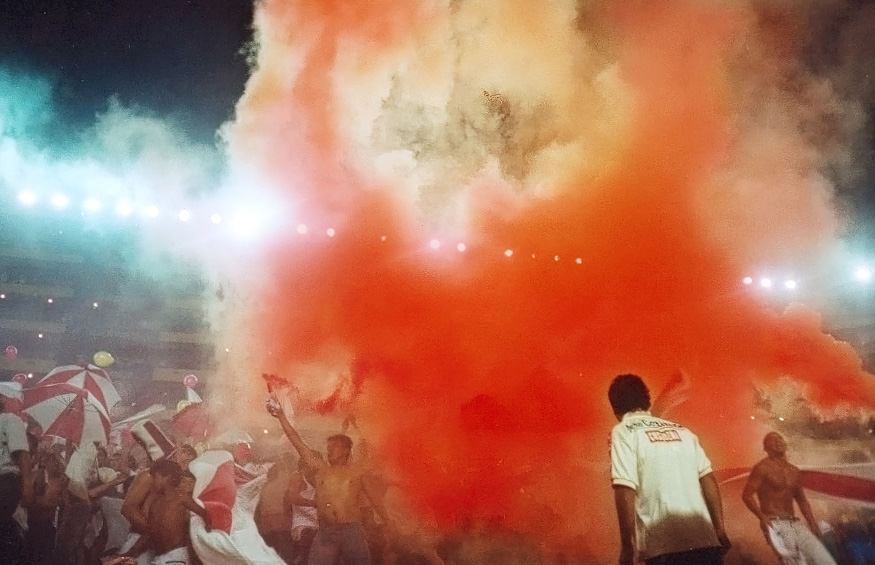
Barra Oriente.

Los primeros grupos organizados de barristas del club surgieron en el año de 1968, cuando un grupo de estudiantes comenzaron a asistir constantemente al estadio, reuniéndose en la tribuna occidente del Estadio Nacional. Con el pasar del tiempo el grupo fue aumentando considerablemente, resultando difícil congregar a todos en dicha tribuna, por lo que decidieron trasladarse hacia la tribuna oriente, donde no había restricciones de espacio ni de movimiento, dando origen a la primera barra organizada del fútbol peruano, la Asociación Barra Dale U más conocida como Barra Oriente, siendo uno de sus principales fundadores Carlos Landa. Sin embargo, a finales de la década de los 80, un grupo de jóvenes que criticaba la pasividad de los dirigentes de esta barra frente a las agresiones recibidas de barristas de otros clubes, decidieron trasladarse hacia la tribuna popular norte, creando una barra brava llamada Trinchera Norte, fundada oficialmente el 9 de noviembre de 1988.

«Norte había nacido y le gritaba al país que los hinchas estaban hartos del absurdo supuesto de una rivalidad racial y de clases; como si «Lolo», su ídolo más grande, no hubiese sido un provinciano humilde que en la capital muchas veces pasó apremios económicos; como si en las paredes de las habitaciones más pobres del Perú no hubiesen descansado desde siempre viejas y amarillentas imágenes de equipos cremas. La «U» era un derecho popular y al fin su hinchada reclamaba que se le reconozca como lo que siempre había sido: Pueblo».
José Alfredo Madueño.

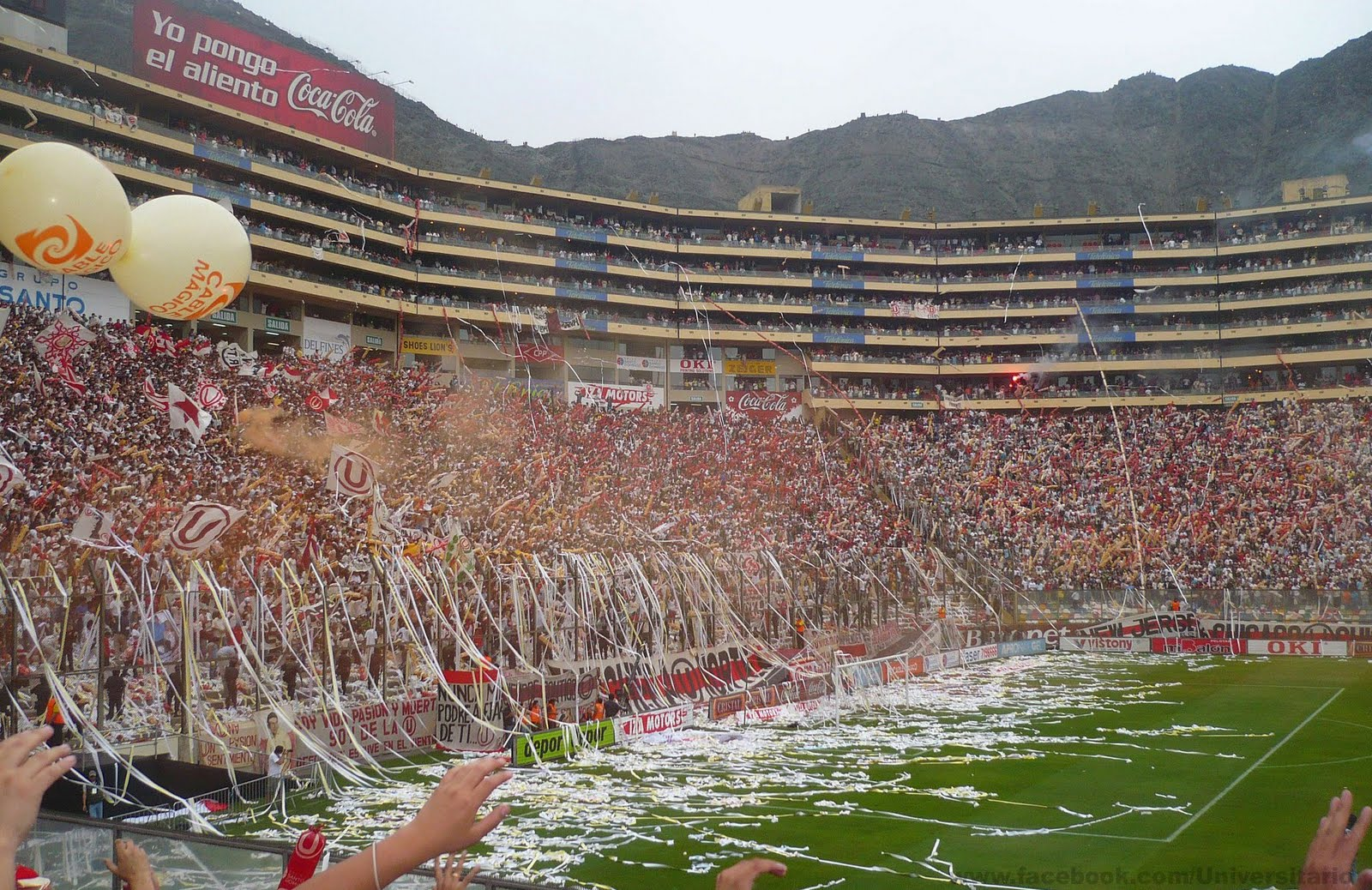
La Trinchera Norte en el Estadio Monumental.

En la actualidad, la Trinchera Norte está conformada por jóvenes provenientes de diversos sectores de la ciudad de Lima y del interior del país, los cuales se dividen en numerosos subgrupos, de acuerdo a la zona de la ciudad a la que pertenecen. Tiene filiales en todo el Perú y también en diversas partes del mundo, las cuales asisten a los estadios cuando Universitario disputa algún encuentro internacional, ya sea en la Copa Libertadores de América, en la Copa Sudamericana o encuentros amistosos.
Algunas de las filiales internacionales se encuentran en Argentina, España, Estados Unidos, Italia y Japón. Desde comienzos de la década de los 90, ha ido adquiriendo notoriedad nacional debido a los incidentes violentos producidos en los encuentros del equipo, acentuándose en los superclásicos contra Alianza Lima. Debido a esto es considerada como la barra más violenta del país, según una encuesta realizada en 2009 por la Universidad de Lima.
Por motivo del centenario de Teodoro Fernández, los miembros de la Trinchera Norte junto con algunos futbolistas del club confeccionaron la bandera más grande del país, la cual mide aproximadamente 100 metros de largo por 45 metros de ancho y cubre en su totalidad la tribuna norte del Estadio Monumental. El 25 de mayo de 2013, cinco días después del centenario, la bandera fue desplegada en el partido que el equipo crema venció por 2:0 a la Universidad de San Martín.

### Popularidad
Universitario de Deportes y Alianza Lima son los clubes con el mayor número de simpatizantes o hinchas en el país, tal y como demuestran diversos estudios y encuestas de opinión pública realizados desde el año 2006, ya sean a nivel nacional o de Lima Metropolitana. Según dichos estudios, el porcentaje de seguidores de ambos clubes oscila entre el 20 y el 40% y uno está por delante del otro, a mayor o menor distancia, dependiendo del medio que elabore la encuesta. Por detrás de ellos y más alejado, se encuentra Sporting Cristal, con un porcentaje de seguidores de entre el 9 y el 17%.
En el año 2016, la CONMEBOL lo consideró como el club peruano más popular de Sudamérica. El estudio elaborado se basó en las asistencias en torneos locales y los organizados por dicha entidad, no bajo el orden de encuestas, que pueden ser variables según el número de personas encuestadas, votantes o si se realizó a través de internet.

## Rivalidades

### Alianza Lima
La rivalidad entre Universitario de Deportes y Alianza Lima, cuenta con una rica trayectoria, que comenzó en el año de 1928, y continúa hasta el día de hoy. Se han realizado decenas de estos encuentros abarcando diferentes instancias, tanto a nivel nacional en la Primera División del Perú, como a nivel internacional en la Copa Libertadores de América y la Copa Sudamericana. El primer encuentro oficial se disputó el 23 de septiembre de 1928, cuando por el Torneo Amateur, Universitario se impuso por 1:0 a través de un gol de Pablo Pacheco a los 7 minutos del primer tiempo.
El encuentro fue suspendido nueve minutos antes de cumplirse el tiempo reglamentario, ya que Alianza se había quedado con seis futbolistas menos. Ante esta situación, los futbolistas aliancistas pretendieron imponerse jugando bruscamente e intentaron atacar a los aficionados cremas, los cuales repelieron los ataques arrojándoles sus bastones, razón por la cual aquel primer clásico es conocido como el «Clásico de los Bastonazos». En 1938, Universitario de Deportes inició un período que duró cinco años y cinco meses sin perder ningún clásico.
El 12 de junio de 1949, la «U» perdió por marcador de 9:1, aunque cabe señalar que dicho encuentro se llevó a cabo en un Torneo Apertura organizado por la «Asociación No Amateur (ANA)», en el cual participaron solo cuatro equipos, siendo este su peor resultado frente a su clásico rival. Mientras que su mejor resultado lo obtuvo el 20 de mayo de 1952, cuando venció por 6:1. En agosto de 1988, por la primera fase de la Copa Libertadores de aquel año se disputó el llamado coloquialmente por los hinchas de Universitario «Clásico del Abandono» o «Clásico de la Vergüenza», Universitario se imponía por 2:0 y Alianza Lima sufrió la expulsión de tres futbolistas.
Inexplicablemente dos aliancistas más se lesionaron casi de manera sincronizada y sin mediar ninguna falta grave, por lo que el árbitro optó por finalizar el encuentro y los restantes futbolistas de Alianza que quedaban en el campo de juego salieron corriendo hacia su camerino. El máximo goleador de los clásicos es Teodoro Fernández Meyzán con veintinueve goles, mientras que el futbolista con la mayor cantidad de presencias es José Luis Carranza con sesenta y un clásicos, ambos futbolistas de la U. Los cremas, fueron los primeros en obtener una victoria en un clásico fuera de la ciudad de Lima (30 de julio de 1952 en Trujillo), y los primeros en obtener una victoria en un clásico fuera del Perú (2 de julio de 1997 en Estados Unidos). Desde el primer clásico, Universitario y Alianza Lima se enfrentaron en 374 oportunidades, de las cuales Universitario ha conseguido 126 victorias.

### Deportivo Municipal
La rivalidad entre Deportivo Municipal y Universitario de Deportes se remonta a finales de los años 1930 e inicios de los años 1940, durante la era amateur del fútbol peruano, debido a que fue una época en la que ambos clubes tuvieron gran protagonismo y fueron los dos equipos que ganaron más títulos durante ese periodo. Este hecho fomentó la rivalidad entre ambas aficiones, lo cual aumentó el interés hacia los partidos entre ambos equipos. Sin embargo, esta rivalidad se ha reducido entre las nuevas generaciones debido a la ausencia del cuadro edil en la Primera División en el nuevo milenio durante más de doce años, aunque se mantiene para las generaciones de antaño. El ascenso de Municipal a primera división en 2014 permitió que el clásico moderno se valorizara nuevamente. Desde el primer encuentro disputado en 1937, los dos clubes se han enfrentado en 196 oportunidades en partidos oficiales, Universitario ha conseguido 92 victorias, mientras que Municipal ha logrado 57 triunfos.

### Sporting Cristal

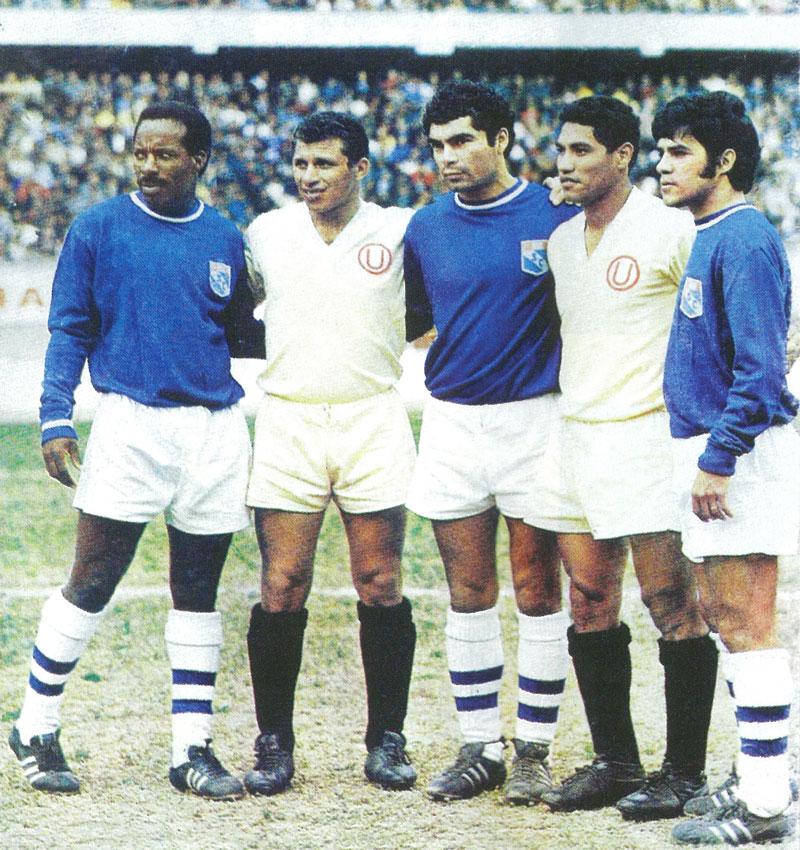
Jugadores de Universitario de Deportes y Sporting Cristal antes de un encuentro en 1971.

El encuentro disputado entre Sporting Cristal y Universitario de Deportes es uno de los clásicos más importantes del Perú, dicho encuentro es llamado en algunas ocasiones como el «Clásico Moderno del Fútbol Peruano». Ambos clubes son los que han conseguido un mayor número de títulos desde que comenzaran a disputarse los Campeonatos Descentralizados a partir de 1966, esta sucesión de títulos hizo que existiera una gran rivalidad entre ambas escuadras. Los enfrentamientos entre ambos equipos generan gran expectativa en la afición, debido a que en cada uno de los encuentros que se disputaron, siempre predominó la calidad y el buen fútbol de cada uno de sus jugadores. El primer encuentro oficial se disputó el 30 de septiembre de 1956 el cual terminó en empate 2:2 con goles de Daniel Ruiz en dos ocasiones para los cremas, mientras que Roberto Martínez y Enrique Vargas marcaron para los celestes. Todos los goles se consiguieron en el primer tiempo.
En 1988, la «U» perdió el clásico por 4-0, siendo este su peor resultado frente a Sporting Cristal, y la victoria más holgada a favor de la «U», se dio un año después en la Copa Libertadores 1989 por el mismo marcador. Los hechos de violencia en este clásico se hicieron fuertes en la década de los 90, con el surgimiento de las barras bravas de ambos clubes. En abril de 1991, después de un encuentro disputado en el Estadio Lolo Fernández por el Torneo Metropolitano de aquel año, la Trinchera Norte incendió el bus donde se trasladaban los futbolistas de Sporting Cristal. La evacuación fue rápida y todos pudieron ponerse a salvo antes de que el incendio se consumara. Desde el primer clásico, los dos clubes se han enfrentado en 222 oportunidades en encuentros oficiales, obteniendo Universitario la victoria en 83 ocasiones.

## Datos del club
- Puesto histórico: 1º.
- Fundación: 7 de agosto de 1924.

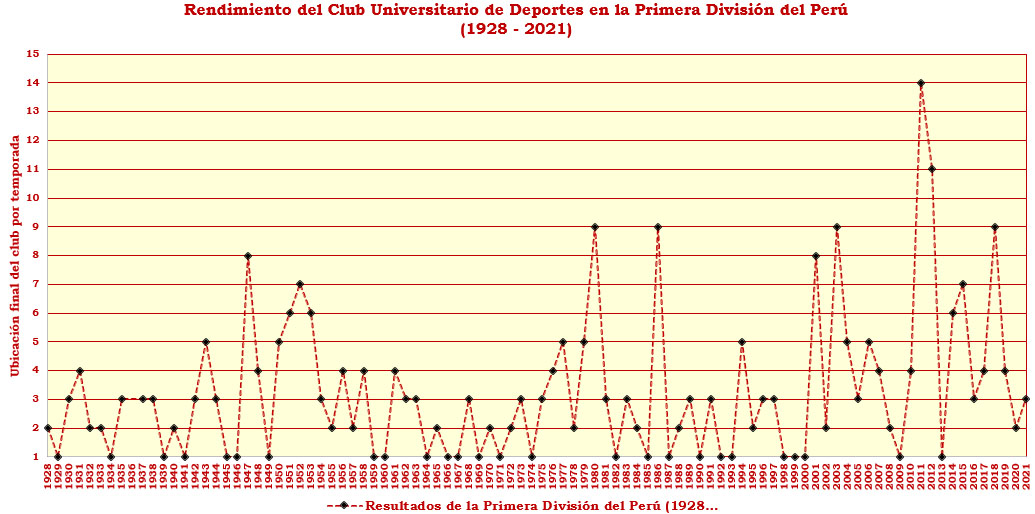
Trayectoria de Universitario de Deportes en la Primera División del Perú.

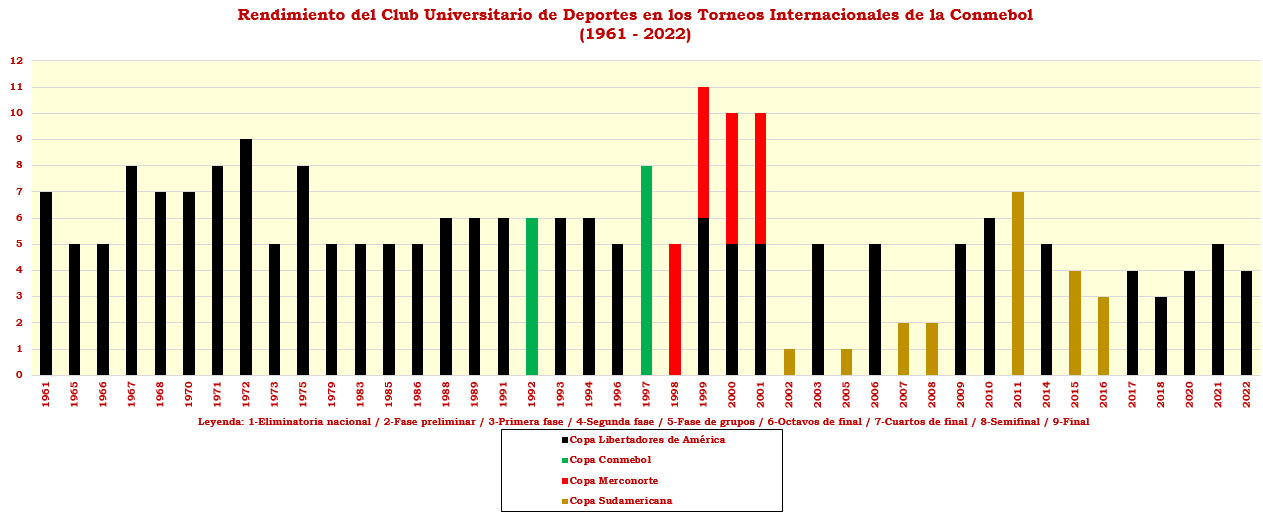
Trayectoria de Universitario de Deportes en Torneos internacionales.

- Temporadas en Primera División: 96 (1928-presente).[28]
- Temporadas en Segunda División: 0.
- Temporadas en Copa Perú: 0.
- Mayor goleada conseguida:
  - En campeonatos nacionales: Universitario 9:0 Atlético Torino (19 de septiembre de 1970).[25]
  - En torneos internacionales: Universitario 6:0 Always Ready (27 de febrero de 1968).[25]
- Mayor goleada recibida:
  - En campeonatos nacionales: Universitario 0:6 Sport Boys (13 de marzo de 1994).[196]
  - En torneos internacionales: Rosario Central 6:0 Universitario (21 de febrero de 2001),[25] Palmeiras 6:0 Universitario (27 de mayo de 2021).
- Mejor puesto en la liga: 1.º.
- Peor puesto en la liga: 14.º (Descentralizado 2011).
- Mejor participación internacional: Subcampeón (Copa Libertadores 1972).
- Mayor cantidad de encuentros invicto: 36 encuentros (Desde el 27 de mayo de 1974 hasta el 27 de febrero de 1975, récord del fútbol peruano).[197]
- Mayor cantidad de encuentros invicto en torneos cortos: 18 encuentros (Torneo Apertura 1999).
- Máximo goleador histórico: Teodoro Fernández Meyzán, 161 goles (1930-1953).[198]
- Portero con más minutos invicto: Humberto Horacio Ballesteros, con 775 minutos en 1971.[199]
- Más encuentros disputados: José Luis Carranza, 524 encuentros (1986-2004).[200]
- Futbolista con más títulos: José Luis Carranza con 8 títulos.[201]
- Técnico con más campeonatos obtenidos: Arturo Fernández Meyzán y Marcos Calderón con 4 campeonatos cada uno.[202]
- Participaciones internacionales:

| Torneo                            | Ediciones |
| --------------------------------- | --- |
| Copa Libertadores de América (35) | 1961, 1965, 1966, 1967, 1968, 1970, 1971, 1972, 1973, 1975, 1979, 1983, 1985, 1986, 1988, 1989, 1991, 1993, 1994, 1996, 1999, 2000, 2001, 2003, 2006, 2009, 2010, 2014, 2017, 2018, 2020, 2021, 2022, 2024, 2025. |
| Copa Sudamericana (8)             | 2002, 2005, 2007, 2008, 2011, 2015, 2016, 2023. |
| Copa Merconorte (4)               | 1998, 1999, 2000, 2001. |
| Copa Conmebol (2)                 | 1992, 1997. |

## Rankings
Actualizado hasta agosto de 2025.

### Clasificación histórica del Perú
La tabla de clasificación histórica de la primera división de fútbol peruano, comprende los puntajes obtenidos por todos los clubes peruanos que en alguna oportunidad militaron en la primera división. En dicha tabla, la escuadra estudiantil ocupa la 2.ª posición.

### Clasificación de Clubes de la Conmebol
Gracias a la gran cantidad de participaciones y triunfos obtenidos en la Copa Libertadores de América organizada por la Confederación Sudamericana de Fútbol, la «U» es el segundo mejor equipo del Perú con 1764,3 puntos según el ranking histórico emitido por el organismo rector del fútbol sudamericano.

### Clasificación mundial de clubes
La clasificación histórica del Ranking Mundial de Clubes emitida por la Federación Internacional de Historia y Estadística de Fútbol lista los mejores 208 clubes de fútbol de la historia. En la misma, el Club Universitario de Deportes se ubica en la posición 241.º, siendo el segundo equipo mejor ubicado del Perú.

## Jugadores

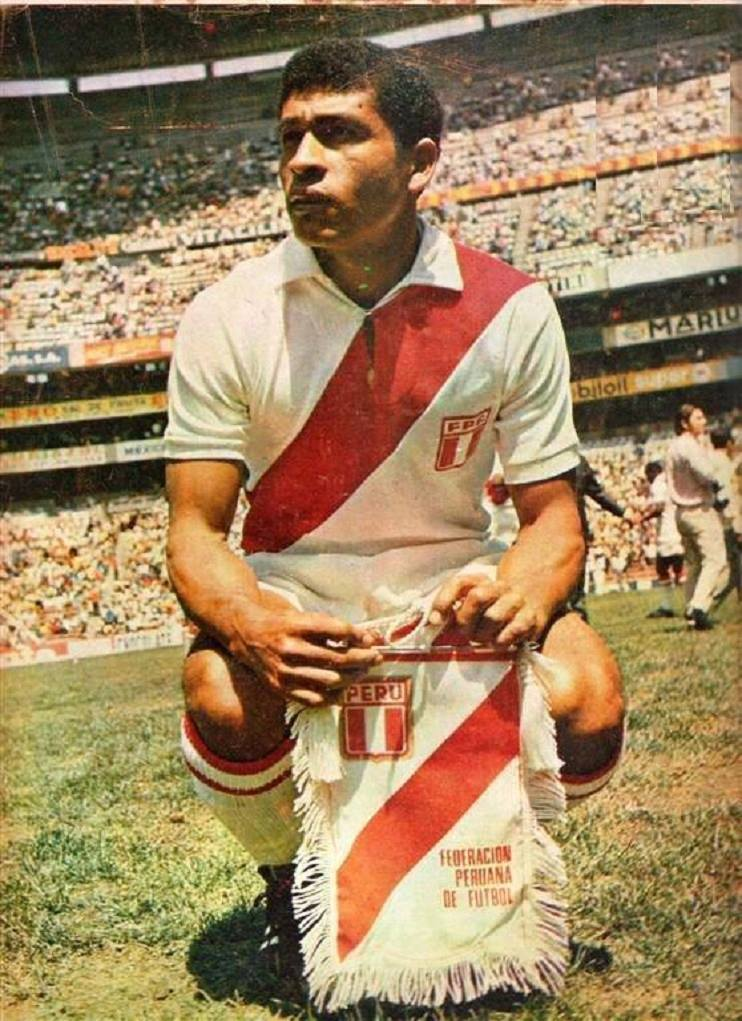
Héctor Chumpitaz, futbolista que debutó en 1966, permaneció en el club durante diez temporadas.

A lo largo de su historia, una gran cantidad de futbolistas han vestido la camiseta de Universitario de Deportes, y muchos de ellos han representado al Perú en su selección nacional de fútbol. Teodoro Fernández Meyzán es el máximo ídolo de la institución crema, así como su máximo goleador con 161 goles. Es considerado como uno de los mejores futbolistas de la historia del Perú. Desarrolló la totalidad de su carrera en Universitario durante veintitrés años ininterrumpidos, período durante el cual obtuvo seis títulos y además se consagró goleador del campeonato en siete ocasiones.
Cuando Teodoro Fernández comenzó a pensar en su retiro, el futbolista Alberto Terry fue quien lo sucedió y logró ganarse el aprecio de la hinchada estudiantil. Su debut con la camiseta crema se produjo a los 18 años de edad y se convirtió rápidamente en uno de los símbolos del club. En 1949 se proclamó campeón del Campeonato Peruano de Fútbol y un año más tarde fue el goleador del torneo con dieciséis tantos. Otro futbolista representativo de la institución fue Héctor Chumpitaz, quien defendió la camiseta crema durante diez temporadas, obteniendo cinco títulos nacionales así como el subcampeonato de la Copa Libertadores 1972.
También destacan el centrocampista Roberto Chale quien formó parte de la «U» en tres períodos, resultando campeón en cuatro ocasiones; y el delantero Oswaldo Ramírez que con quince anotaciones es el máximo goleador histórico de los merengues en la Copa Libertadores de América. En la historia contemporánea del club, sobresale José Luis Carranza como el jugador con la mayor cantidad de presencias, pues desde su debut en 1985 hasta su retiro luego de diecisiete años de carrera, disputó un total de 524 encuentros, siendo también el futbolista que ha obtenido más campeonatos en la era profesional (ocho en total).

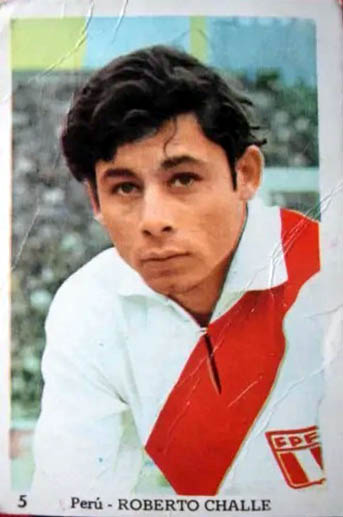
Roberto Chale, formó parte de la «U» en tres períodos (1966-1971), (1977) y (1980), resultando campeón en cuatro ocasiones.

Durante los años noventa, José del Solar resaltó por sus buenas actuaciones en el equipo merengue, lo cual posibilitó que emigrara a la Universidad Católica de Chile y posteriormente a Europa. Juan Reynoso y Roberto Martínez tuvieron también una destacada participación en la escuadra estudiantil durante aquellos años. En el nuevo milenio destaca la figura de Juan Manuel Vargas, quien comenzó su carrera en las divisiones menores del club y jugó en el primer equipo durante tres temporadas, obteniendo el título del Torneo Apertura 2002, así como Raúl Ruidíaz, dos veces campeón con el club (2009 y 2013) en seis temporadas, además de ser mundialista en Rusia 2018.
Entre los extranjeros que arribaron al club, se destacan los argentinos Humberto Horacio Ballesteros, Mauro Cantoro, Luis Alberto Carranza, Ramón Quiroga, Juan Carlos Zubczuk, los brasileños Eduardo Esidio (segundo máximo goleador a nivel mundial en el año 2000), Nílson Esidio, Alex Rossi, los chilenos Juan Carlos Letelier (mundialista con su selección en la Copa Mundial de Fútbol de 1982), Cristián Álvarez (medallista de bronce en el torneo masculino de fútbol en los Juegos Olímpicos de Sídney 2000), el colombiano Mayer Candelo, el hondureño Eugenio Dolmo Flores, los paraguayos Jorge Amado Nunes, Guido Alvarenga (presentes en las copas mundiales de 1986 y 2002 respectivamente) y los uruguayos Tomás Silva y Rubén Techera campeón de la Copa América 1967.
Otros futbolistas destacados son los nacionalizados Óscar Ibáñez quien con cincuenta encuentros disputados es el segundo guardameta con más presencias en la selección peruana, y Sergio Ibarra el goleador histórico de la Primera División del Perú. Entre las distinciones individuales conseguidas por los futbolistas de la «U», están las de haber sido goleadores de la primera división en veintitrés oportunidades y de la Copa Libertadores en cuatro ocasiones. Asimismo el portero Óscar Ibáñez fue elegido como el arquero del año en el Perú en tres oportunidades.

### Plantilla y cuerpo técnico 2025

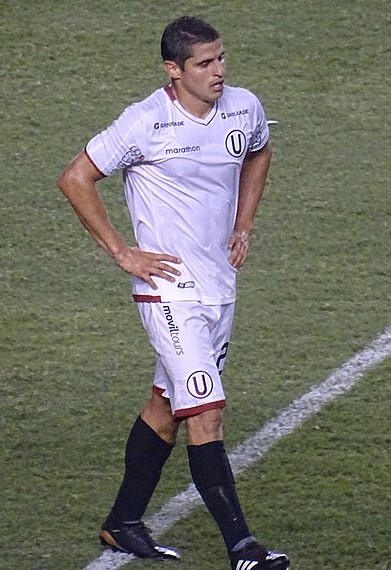
Aldo Corzo miembro de la plantilla del club desde el año 2017.

### Altas y bajas 2025
| Altas               |                |                            |           |
| Futbolista          | Posición       | Procedencia                | Tipo      |
| Miguel Vargas       | Guardameta     | Deportivo Garcilaso        | Libre.    |
| José Carabalí       | Defensa        | Nagoya Grampus             | Libre.    |
| César Inga          | Defensa        | Asociación Deportiva Tarma | Traspaso. |
| Paolo Reyna         | Defensa        | F. B. C. Melgar            | Libre.    |
| Ánderson Santamaría | Defensa        | Santos Laguna              | Libre.    |
| Jesús Castillo      | Centrocampista | Gil Vicente                | Libre.    |
| Jairo Vélez         | Centrocampista | Universidad César Vallejo  | Cesión.   |
| Diego Churín        | Delantero      | Cerro Porteño              | Libre.    |

| Bajas                |                |                            |                        |
| Futbolista           | Posición       | Destino                    | Tipo                   |
| Diego Romero         | Guardameta     | C. A. Banfield             | Cesión.                |
| José Bolívar         | Defensa        | Atlético Grau              | Cesión.                |
| Nelson Cabanillas    | Defensa        | F. B. C. Melgar            | Libre.                 |
| Gustavo Dulanto      | Defensa        | Asociación Deportiva Tarma | Cesión.                |
| Anghelo Flores       | Defensa        | Comerciantes F. C.         | Cesión.                |
| Piero Guzmán         | Defensa        | Alianza Atlético           | Cesión.                |
| Segundo Portocarrero | Defensa        | Barcelona S. C.            | Fin de cesión.         |
| Marco Saravia        | Defensa        | Defensor Sporting          | Rescisión de contrato. |
| Yuriel Celi          | Centrocampista | Deportivo Garcilaso        | Cesión.                |
| Jarek Elías          | Centrocampista | Deportivo Coopsol          | Cesión.                |
| Álvaro Rojas         | Centrocampista | Juan Pablo II College      | Cesión.                |
| Chase Villanueva     | Centrocampista | Santos F. C.               | Libre.                 |
| Jorge Agüero         | Delantero      | Unión Santo Domingo        | Fin de contrato.       |
| José López           | Delantero      | Deportivo Moquegua         | Libre.                 |
| Christopher Olivares | Delantero      | Atlético Grau              | Rescisión de contrato. |
| Roberto Siucho       | Delantero      | Bandera de ?               | Fin de contrato.       |
| Alexander Succar     | Delantero      | Universidad Cesar Vallejo  | Libre.                 |
| Jorge Tandazo        | Delantero      | Bandera de ?               | Fin de contrato.       |

### Dorsales retirados
| Dorsales retirados |                           |
| Dorsal             | Futbolista                |
| 9                  | Teodoro Fernández Meyzán. |
| 22                 | José Luis Carranza.       |

### Universitario y la selección de fútbol del Perú
Constantemente los futbolistas de Universitario de Deportes han sido convocados para representar al Perú en algún evento internacional, integrándose a la selección nacional de fútbol. Este aporte de jugadores cremas ha abarcado Copas del Mundo, Juegos Olímpicos, Copas América, y otras competiciones.
Copa Mundial de Fútbol

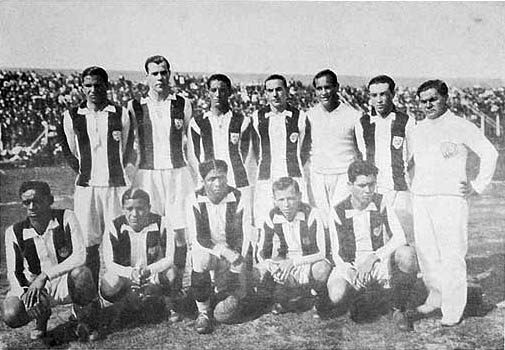
Seleccionado peruano que participó en el Campeonato Sudamericano 1929.

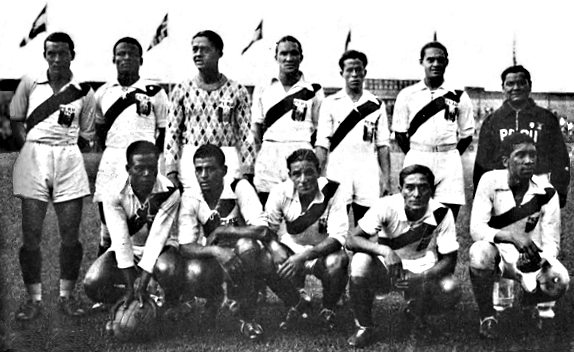
Selección peruana que participó en los Juegos Olímpicos de Berlín de 1936 estrenando la clásica banda roja que ha perdurado hasta nuestros días.

La selección de fútbol del Perú participó en la primera Copa del Mundo que se realizó en Uruguay en el año 1930 en calidad de invitada. En esa primera competencia mundial, fueron seleccionados ocho jugadores de Universitario, entre ellos Arturo Fernández Meyzán, Plácido Galindo, Luis de Souza Ferreira y Jorge Góngora. En la Copa Mundial de Fútbol de 1970 que se llevó a cabo en México, nueve jugadores cremas fueron convocados para representar al Perú, destacando Héctor Chumpitaz, Luis Cruzado, Nicolás Fuentes y Roberto Chale. En la Copa del Mundo de 1978 que se llevó a cabo en Argentina, esta vez solo fue convocado Germán Leguía. En la Copa Mundial disputada en España en el año 1982, el club aportó a tres de sus futbolistas, siendo estos Eusebio Acasuzo, Hugo Gastulo y Germán Leguía. Finalmente, en la Copa Mundial de Fútbol de 2018 disputada en Rusia, el único convocado del cuadro crema fue Aldo Corzo.
Juegos Olímpicos
Universitario de Deportes ha estado presente en las dos Olimpiadas en las que la selección peruana de fútbol alcanzó a participar, aportando al conglomerado nacional a varios elementos de su plantel deportivo. En los Juegos Olímpicos de Berlín de 1936, cuatro jugadores de la institución estudiantil fueron convocados, mientras que en los Juegos Olímpicos de Roma de 1960, cinco de sus futbolistas la integraron.
Fue precisamente en la edición de 1936, en la que luego de golear a Finlandia por 7:3 con cinco tantos de Teodoro Fernández Meyzán, la selección peruana venció a su similar de Austria por 4:2 en un polémico partido, el cual fue anulado alegándose que seguidores peruanos habían invadido el campo y atacado a un jugador austriaco. La FIFA ordenó disputar un encuentro de revancha sin espectadores, situación ante la cual el gobierno peruano decidió que toda la delegación peruana abandonara los Juegos Olímpicos.
Copa América
En cuanto a Copas América, los merengues han aportado jugadores en todas las ediciones en las que participó el elenco peruano con excepción de la edición de 1927 (debido a que el club fue admitido en la liga peruana en 1928), en la Copa América 2004 y en la Copa América 2015. La participación de futbolistas de Universitario fue especial en las ediciones de 1939, debido a la destacada participación de Teodoro Fernández, como máximo goleador del torneo, y en la de 1975 que contó con la participación de Julio Aparicio, Enrique Cassaretto, Héctor Chumpitaz, Rubén Toribio Díaz, Percy Rojas y Ottorino Sartor.
- Véase el anexo Futbolistas de Universitario de Deportes en la selección de fútbol del Perú, para obtener una lista completa de los jugadores de Universitario que han estado en alguna ocasión en la selección nacional.

## Entrenadores

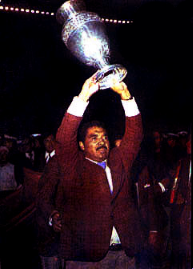
Marcos Calderón, cuatro veces campeón nacional como entrenador de la «U».

Desde su fundación en el año de 1924 hasta la actualidad, setenta y ocho han sido los entrenadores que han estado al mando de la dirección técnica de la institución. El entrenador que llevó al título de campeón al club por primera vez en la historia, fue Andrés Rotta (quien fue también uno de los fundadores) en el año de 1929.
En muchos de los casos, los entrenadores fueron exfutbolistas del club como: Adolf Berger, Mario de las Casas, Andrés Rotta, Eduardo Astengo, Alberto Denegri, Plácido Galindo, Francisco Sabroso, Arturo Fernández, Augusto Gasco, Segundo Castillo, Manuel Márquez, Marcos Calderón, Ángel Uribe, Luis Zavala, José Fernández, Luis Cruzado, Luis Zacarías, Fernando Cuéllar, Percy Rojas, Juan Carlos Oblitas, Ramón Quiroga, Freddy Ternero, Víctor Benavides, Roberto Chale, Javier Chirinos, Ricardo Valderrama, Roberto Martínez, Juan José Oré, Luis Reyna, Jorge Amado Nunes, Juan Reynoso, José Guillermo del Solar, Nolberto Solano, Óscar Ibáñez, Juan Pajuelo, Manuel Barreto y Jorge Araujo.
Arturo Fernández Meyzán, campeón con la «U» en los años 1941, 1945, 1946 y 1949; y Marcos Calderón campeón en 1964, 1966, 1967 y 1985, son los dos entrenadores con la mayor cantidad de títulos obtenidos para el equipo. A su vez, Arturo Fernández técnico durante el período 1941-1951, es el entrenador que ha dirigido la mayor cantidad de años (10) a un mismo club de forma consecutiva, récord de permanencia en el banquillo del fútbol peruano. Asimismo, Juan Carlos Oblitas posee el récord de ser el técnico con la mayor cantidad de encuentros dirigidos de manera consecutiva con 157 en total. El actual director técnico es Jorge Fossati.

## Palmarés

### Torneos nacionales
| Competición                           | Títulos | Subcampeonatos                                                                            |
| ------------------------------------- | --- | ----------------------------------------------------------------------------------------- |
| Primera División del Perú (28/15)     | 1929, 1934, 1939, 1941, 1945, 1946, 1949, 1959, 1960, 1964, 1966, 1967, 1969, 1971, 1974, 1982, 1985, 1987, 1990, 1992, 1993, 1998, 1999, 2000, 2009, 2013, 2023, 2024. (Récord). | 1928, 1932, 1933, 1940, 1955, 1965, 1970, 1972, 1978, 1984, 1988, 1995, 2002, 2008, 2020. |
| Copa Presidente de la República (1/0) | 1970. |                                                                                           |

### Torneos internacionales
| Competición                        | Títulos | Subcampeonatos |
| ---------------------------------- | ------- | -------------- |
| Copa Libertadores de América (0/1) |         | 1972.          |

## Filiales

### U América
El Club Deportivo U América fue fundado el 15 de abril de 1980, actualmente participa en la Copa Perú. Su misión es probar a los futbolistas sub-20 del club y al término de la temporada, los mejores juveniles son promovidos al primer equipo. Tiene como sede para disputar sus encuentros de local el Estadio Monumental. Al obtener primero el campeonato de la Liga de Fútbol de San Luis y posteriormente ser el campeón de la provincia de Lima logró ascender a la segunda división, de la cual se coronó campeón en la edición del año 1999. Perdió la oportunidad de ascender a la Primera División del Perú al ser derrotado en el encuentro de revalidación frente al Deportivo Pesquero. En el año 2003, descendió a su liga de origen, y en 2004 se volvió a coronar campeón provincial de Lima por lo que retorno a segunda división donde se mantuvo hasta la edición de 2011.

### Unión de Campeones
El Club Unión de Campeones fue un equipo que estaba conformado por jugadores de las divisiones menores de Universitario. Fue creado luego de la compra de la categoría al club San José de Lince. Peleó por el cupo de segundo lugar de la Segunda División 2004, frente al Deportivo Municipal y en la temporada 2005 perdió la categoría.

### Virgen de Chapi
El Club Deportivo Virgen de Chapi fue fundado el 22 de octubre de 1992. Proviene del distrito de Santa Anita de la ciudad de Lima. En 1995 obtuvo el título del Interligas de Lima, este logro lo clasificó a la Segunda División 1996, sin embargo al final del campeonato descendió a su liga de origen. En 1997 consiguió el bicampeonato del Interligas y gracias a este título volvió a la Segunda División donde se mantuvo hasta la temporada 2005.

### Otros deportes
En la «U» se practican diversos deportes entre ellos: aeromodelismo, ajedrez, atletismo, baloncesto, billar, frontón, fútbol, fútbol playa, fútbol sala, gimnasia, halterofilia, natación (en piscina y en playa), remo, tenis, tenis de mesa, voleibol, voleibol de playa, entre otros.
- Fútbol femenino: El equipo femenino de la primera división oficial del club es el que más veces obtuvo el título de la Primera División Femenina (diez veces),[226] en sus diferentes formatos como el Campeonato Metropolitano de Fútbol Femenino de Lima (cinco títulos) y el Campeonato Nacional de Fútbol Femenino (cinco títulos) al obtener en este último los campeonatos de 2014, 2015, 2016, 2019 y 2023. En 2003, se consagró campeón del fútbol femenino al vencer por 2:1 al Sport Boys en la «Copa Pilsen Callao».[227] Para sus divisiones menores el club cuenta con una «Academia de Fútbol Femenino» para niñas entre 10 y 17 años.[228]

- Fútbol sala: En los últimos años, el club ha consolidado un afiatado equipo de futsal que ha representado al Perú en varios campeonatos sudamericanos. Finalizó en el segundo lugar en el «Torneo Clausura del Metropolitano de Futsal 2007»,[229] clasificando a la Liguilla Final donde fue eliminado por el Deportivo América en la semifinal por marcador de 5:2.[230] La última experiencia de Universitario de Deportes antes de su retorno a la máxima división, data del año 2006, temporada en la cual consiguieron el título de la División Superior de Futsal, en aquel entonces era la máxima categoría en este deporte en el país. En 2010 se modificó el sistema y se creó la División de Honor, que pasó a ser la más importante.

- Voleibol: El equipo de voleibol del club lleva por nombre Club de Vóley Universitario de Deportes y actualmente participa en la Liga Nacional Superior de Voleibol del Perú. En 2009 disputó la primera edición de la Copa Perú, organizada por el Instituto Peruano del Deporte, inscribiéndose para participar en la Zona Lima Metropolitana. Llegó hasta la final de la Etapa Nacional, donde enfrentó al equipo de la Universidad César Vallejo, ganando el primer partido en Trujillo por 3:2 pero perdiendo en el Coliseo Miguel Grau del Callao por 3:0. En el tercer enfrentamiento de desempate, jugado en Ica, el cuadro crema superó por 3:0 a las trujillanas alzándose con el título de la primera edición de este torneo.[231] En 2010, participó en el Torneo de Revalidación y Ascenso de la Liga Nacional Superior de Voleibol Femenino en busca de su ascenso a la máxima categoría del país, logro que alcanzó al vencer al Elyagus de Huancayo por 3:0. El CV Universitario venció a cada uno de sus rivales, perdiendo un solo set durante el torneo ante el Sima de Chimbote, que se ubicó en la segunda posición.[232]

- Baloncesto: La «U» fue uno de los pioneros del baloncesto peruano.[233] Durante varios años obtuvo varios campeonatos en esta disciplina. Entre sus principales baloncestistas se encontraban los hermanos Fosalba, (hijos del embajador de Uruguay en el Perú), Mario de las Casas (quien fue el primer presidente de la Federación Peruana de Basketball), Adolf Berger, (abogado suizo y más tarde embajador de Suiza en el Perú). Andrés Duany (expresidente del club Lawn Tennis de la Exposición), Belisario Sánchez, José Carlos Godoy, Miguel Godoy, Carl Johnson (jefe del departamento de educación física de la Universidad Nacional Mayor de San Marcos), entre otros.[233] En la primera participación del baloncesto peruano a nivel olímpico dio el mayor número de jugadores a la selección y fueron: José Carlos Godoy, Miguel Godoy, Koko Cárdenas, Roberto Rospigliosi, Luis Jacob y también a las selecciones para los Juegos Suramericanos y Juegos Bolivarianos.[233] El trabajo en este sector se ha reactivado y actualmente el club cuenta con dos equipos de baloncesto que participan en los torneos masculino y femenino de la Liga Deportiva Mixta de Basketball de Lima.

## Universitario en la cultura popular

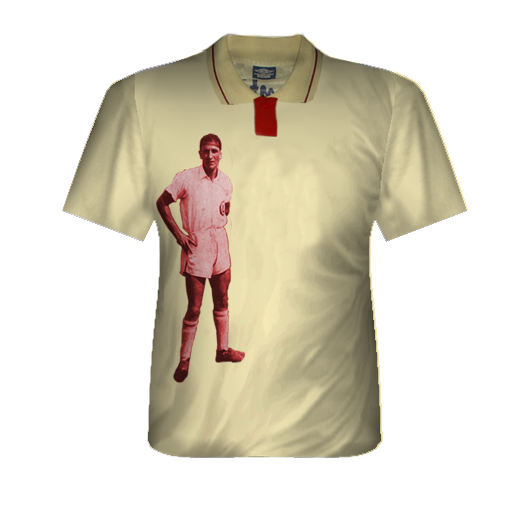
Camiseta en homenaje a Teodoro Fernández Meyzán utilizada durante la Copa Conmebol 1997.

A través de los años, el Club Universitario de Deportes no solo ha logrado imponerse en el deporte, sino también en la cultura peruana. Diversos compositores y músicos peruanos le han dedicado canciones y polcas al club así como también a sus futbolistas. La primera canción dedicada a la «U» fue compuesta en 1928 por Francisco Sabroso y Jorge Góngora, fue entonada por todo el plantel cuando realizaron una gira por la ciudad de Trujillo. Otra tonada en honor al club es el tema Y Dale U también conocido como la Polka Crema del poeta y cantautor peruano Teodoro Rosales.
En abril de 1975, el futbolista uruguayo Rubén Techera junto con José Escajadillo y los arreglos de Víctor Cuadros, compusieron el tema Universitario y Yo, el cual fue interpretado por primera vez ante público en el programa de televisión Trampolín a la fama. Eddy Martínez compositor y cantante del dúo Los Ases del Perú le dedicó al club el vals criollo La U tricampeón del Perú como homenaje por su tricampeonato del año 2000. En noviembre de 2010, el cantante y compositor peruano Gian Marco, le compuso una canción a Universitario con motivo de la edición número 330 del clásico del fútbol peruano Las bandas de rock Nos Sobra Aliento, Actitud Crema y Atados a un Sentimiento, compuestas íntegramente por hinchas de la «U», también rinden homenaje componiendo temas exclusivos al club.
Algunas melodías en homenaje a futbolistas de Universitario de Deportes son: la polca Lolo Fernández escrita por el compositor Lorenzo Humberto Sotomayor, la polca El Taita Lolo Fernández con música de Alcides Carreño y letra de Fernando Soria, Lolo Fernández de Los Morochucos, Lolo Fernández temible cañonero y Padre Nuestro compuesta por la banda de rock Nos Sobra Aliento. También podemos citar Los Tres Ases del compositor Felipe Pinglo Alva donde se resaltó el buen desempeño de Arturo Fernández Meyzán cuando reforzó al equipo íntimo en la gira que realizaron en Chile en 1933.

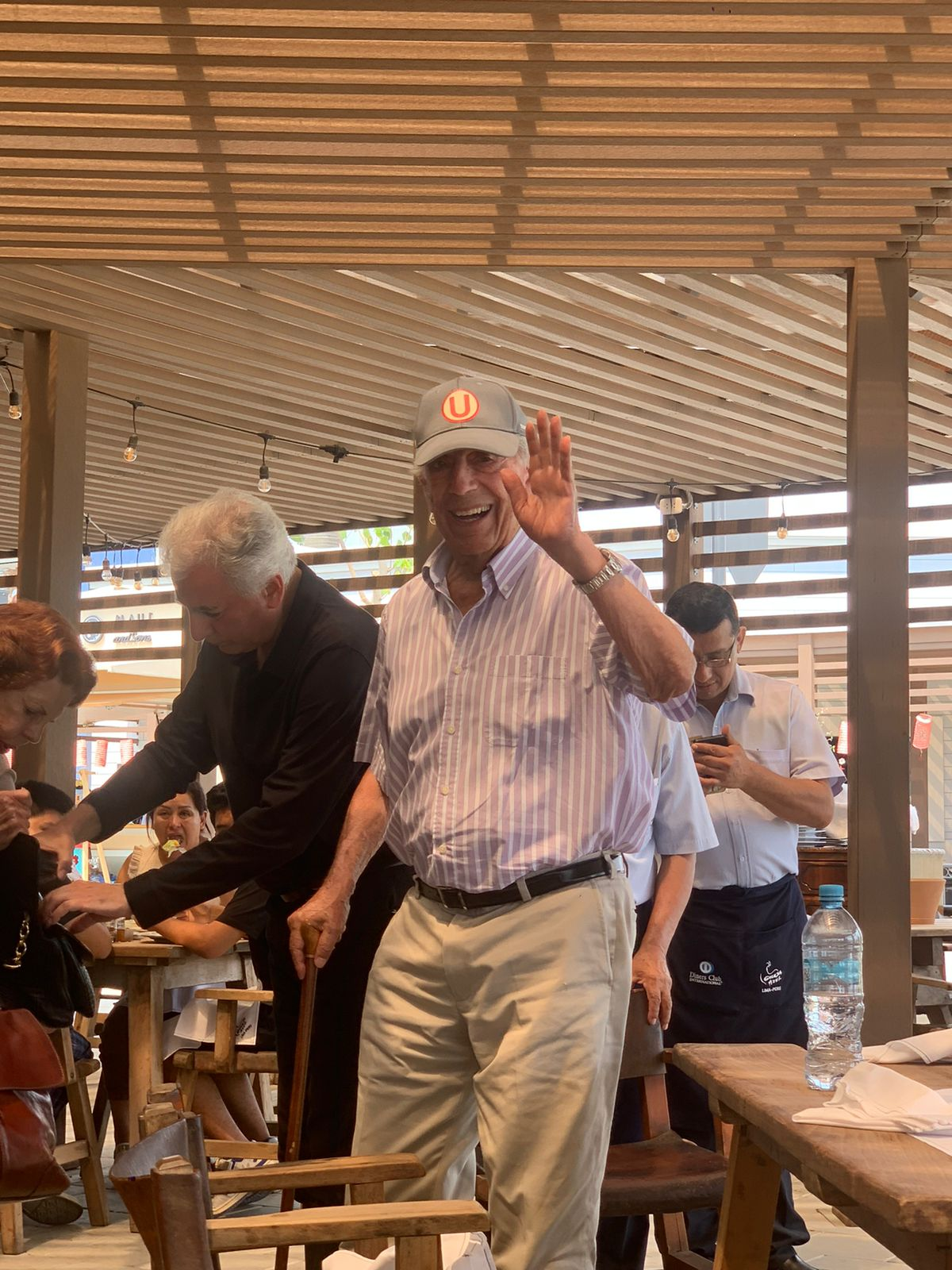
Mario Vargas Llosa nombrado socio honorario del club en 2011.

En el año 2003 fue estrenada la obra teatral Un misterio, una pasión escrita por Aldo Miyashiro, que cuenta la historia, vida y muerte de Percy Rodríguez Marchand, alias «Misterio», uno de los líderes más violentos de la Trinchera Norte, la barra brava de Universitario. En 2005, el canal de televisión peruano Frecuencia Latina, transmitió una miniserie de 40 capítulos basada en la vida de Misterio, protagonizada por el actor Pietro Sibille, e inspirada en dicha obra teatral. En la película peruana El evangelio de la carne (2013), una de las historias principales es la que se desarrolla en torno al personaje del actor Sebastián Monteghirfo, quien interpreta a un líder de la Trinchera Norte en uno de los distritos más pobres de la ciudad de Lima, en medio de la procesión del Señor de los Milagros.
En la gastronomía del Perú la institución se encuentra presente al ser comúnmente relacionada con el postre conocido como arroz con leche, esto debido al color crema de su uniforme deportivo. La literatura tampoco ha sido ajena a estos reconocimientos. El escritor peruano y Premio Nobel de Literatura, Mario Vargas Llosa, en su obra autobiográfica El pez en el agua, narra una de sus experiencias de infancia referida a su participación en el equipo de menores de la «U», mostrando de paso su clara simpatía por el club crema, del cual es socio honorario.

«Uno de los días más felices de mi vida fue aquel domingo en el que 'Toto' Terry, de los grandes de nuestro barrio, me llevó al Estadio Nacional y me hizo jugar con los calichines de Universitario de Deportes contra los del Deportivo Municipal. Salir a esa enorme cancha, vistiendo el uniforme de los cremas, ¿no era lo mejor que podía pasarle a alguien en el mundo?».
Mario Vargas Llosa (2006).

Otros libros basados en Universitario son: Garra de José Alfredo Madueño, La U y su historia de Rafael Quirós, exjugador y dirigente crema; y La vida en crema de Fernando Dávila. La influencia cultural de Universitario de Deportes ha traspasado fronteras, pues el nombre de su barra popular conocida como Trinchera Norte, fue tomado para designar a una barra de Millonarios Fútbol Club de Colombia fundada en 1996 por un grupo de hinchas de la ciudad de Bogotá, quienes adoptaron tal designación en honor a los seguidores del equipo crema. Asimismo, el cántico “vamos” que emplean tanto peruanos como chilenos para alentar a sus respectivas selecciones nacionales de fútbol, se basa enteramente en un cántico creado por los seguidores de Universitario a principios de los años noventa.
En octubre de 2020, un grupo de hinchas de Universitario formó Crema Runners, el primer colectivo de runners conformado por hinchas de un equipo de fútbol en el Perú, dedicado a promover el deporte y un estilo de vida sana, así como a recaudar fondos para apoyar algunos estamentos del club. Desde su fundación, el colectivo ha organizado diversos eventos para las familias cremas, destacando el «Trote de Confraternidad por el Primer Aniversario de Crema Runners» en 2021, la «Carrera del Hincha Crema» de 2022, el «Trote de Aniversario Crema Runners en 2023» y la «Carrera Rumbo al Centenario» de 2024. El impacto de esta iniciativa de los hinchas cremas fue tal, que luego de tres años de actividades un grupo de hinchas de Alianza Lima (el rival futbolístico de Universitario) creó un colectivo similar.

## Universitario y su compromiso con la sociedad
La institución participa activamente en el ámbito de la labor social y la ayuda humanitaria. Con el programa «El Hermano Mayor», desarrollado por los socios del club, Universitario mejora las condiciones de vida y educación de los jóvenes futbolistas de las divisiones menores que residen en la sede del Estadio Lolo Fernández, así mismo, se les ofrece traslado a los encuentros disputados por el primer equipo en el Estadio Monumental, se realizan donaciones, entre otras cosas. Gracias a este programa y en colaboración con el Instituto Superior Privado de Óptica y Optometría, en diciembre de 2008 se realizó una «Campaña de Salud Visual» beneficiando a algunos integrantes de las canteras cremas.

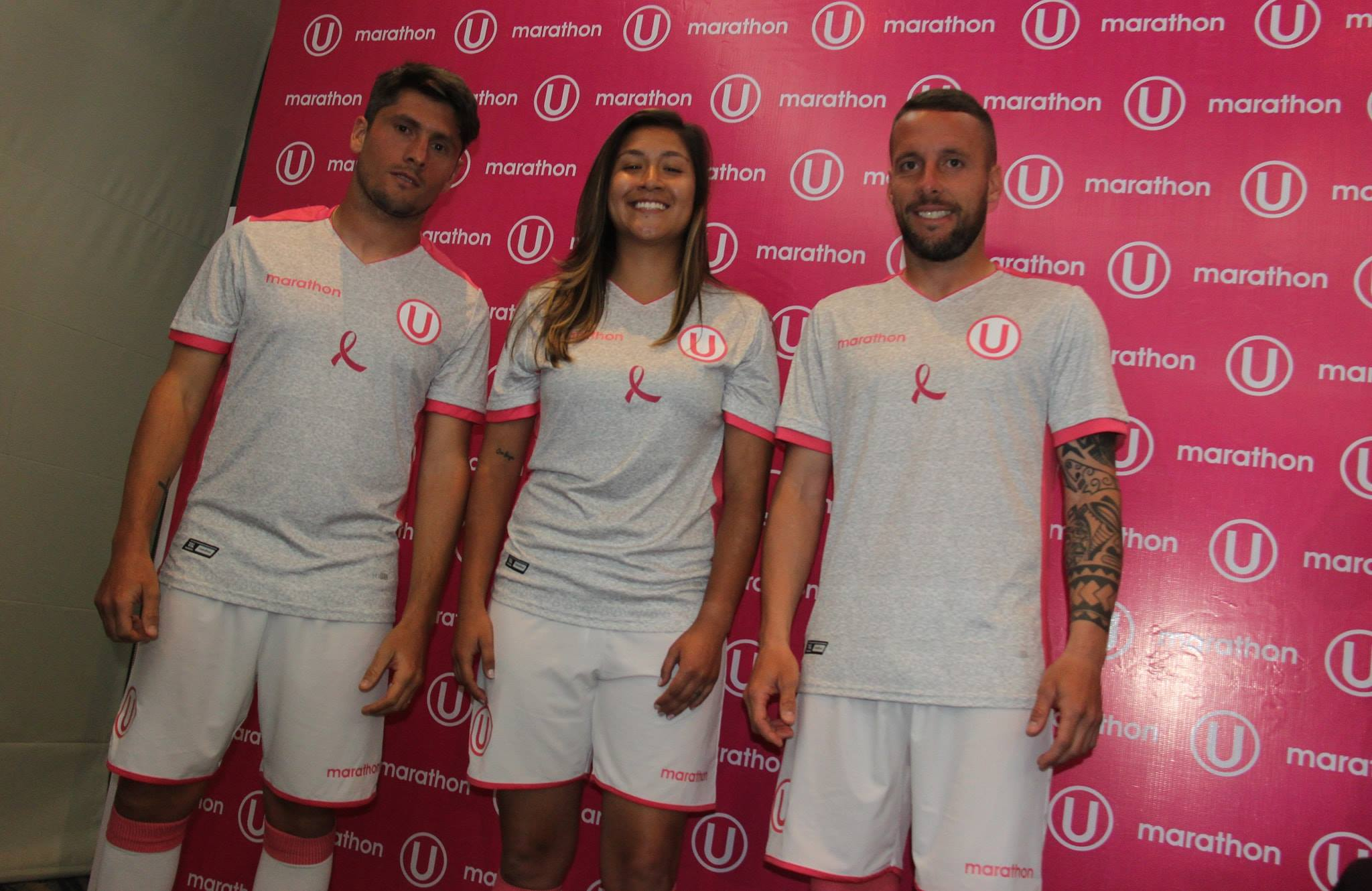
Camiseta con motivo del día mundial de la lucha contra el cáncer de mama.

Otro programa social es el «Plan Padrino», que consiste en que un socio o hincha se haga cargo de un futbolista de la institución, ya que muchos de estos jóvenes no disponen de recursos económicos y precisan ayuda de tipo moral y material. En febrero de 2009, Universitario de Deportes en colaboración con el futbolista Nolberto Solano impulsaron una campaña organizada por la Defensoría del Pueblo del Perú denominada «Adiós al Castigo Físico y Humillante contra Niños, Niñas y Adolescentes». Los integrantes de la Trinchera Norte realizan todos los años -en diciembre- la denominada «Navidad del Niño Crema» que consiste en ayudar y llevar víveres y regalos a niños con pocos recursos económicos. Incluso personalidades famosas del fútbol peruano como José Luis Carranza y Paolo Guerrero apoyan la causa.
El 18 de octubre de 2018, el club presentó una camiseta con motivo del día mundial de la lucha contra el cáncer de mama. Esta campaña de sensibilización y de responsabilidad social se realizó con el objetivo de generar un impacto social importante para prevenir y concientizar a las personas sobre esta enfermedad. Esta campaña se realizó conjuntamente con Marathon Sports (empresa proveedora de la indumentaria) y OncoSalud, esta última realizó chequeos preventivos gratuitos a personas de escasos recursos, por cada camiseta vendida.